# Karl Jaspers

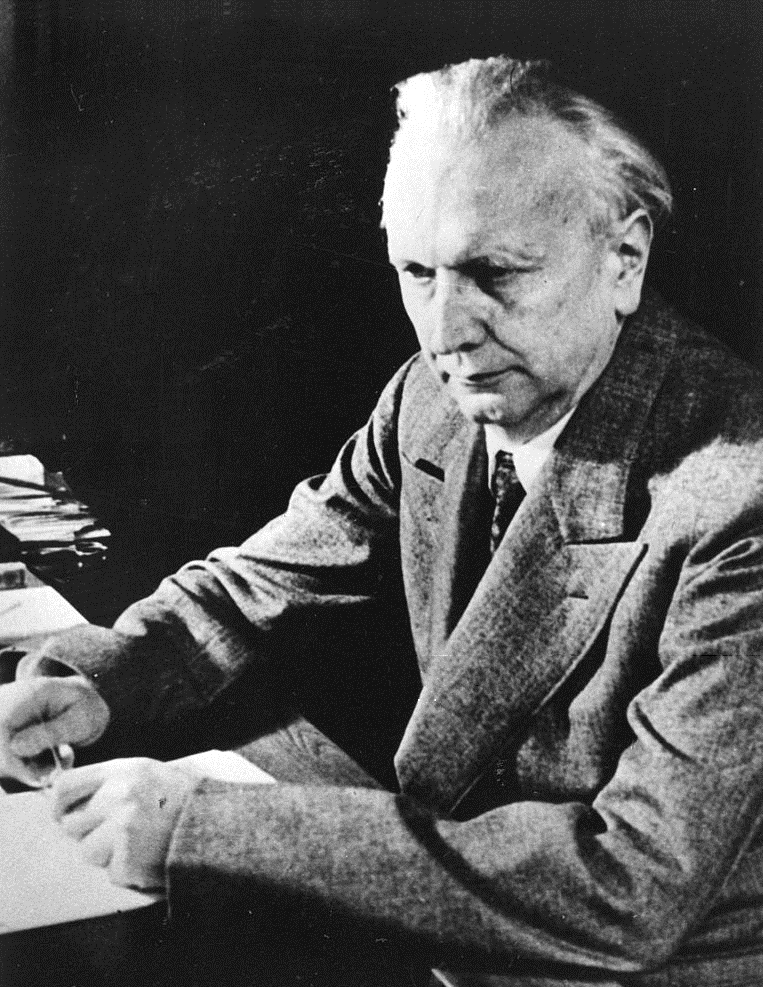
Karl Jaspers (1946)

Karl Theodor Jaspers (* 23. Februar 1883 in Oldenburg, Deutschland; † 26. Februar 1969 in Basel, Schweiz) war ein deutsch-schweizerischer Psychiater und Philosoph. Er lehrte zuletzt an der Universität Basel und wurde zwei Jahre vor seinem Tod auch Schweizer Staatsbürger.
Als Arzt und mit seinem 1913 erschienenen Werk Allgemeine Psychopathologie hat Jaspers grundlegend zur wissenschaftlichen Entwicklung der Psychiatrie beigetragen. Er gilt auch als herausragender Vertreter der Existenzphilosophie, die er vom Existentialismus Jean-Paul Sartres strikt unterschied. Sein philosophisches Werk wirkt insbesondere in den Bereichen der Religionsphilosophie, Geschichtsphilosophie und der interkulturellen Philosophie nach. Mit seinen einführenden Schriften zur Philosophie, aber auch mit seinen kritischen Schriften zu politischen Fragen wie zur Atombombe, zur Demokratieentwicklung in Deutschland und zur Debatte um eine deutsche Wiedervereinigung hat er hohe Auflagen erreicht und ist einem breiteren Publikum bekannt geworden.

## Leben

### Kindheit

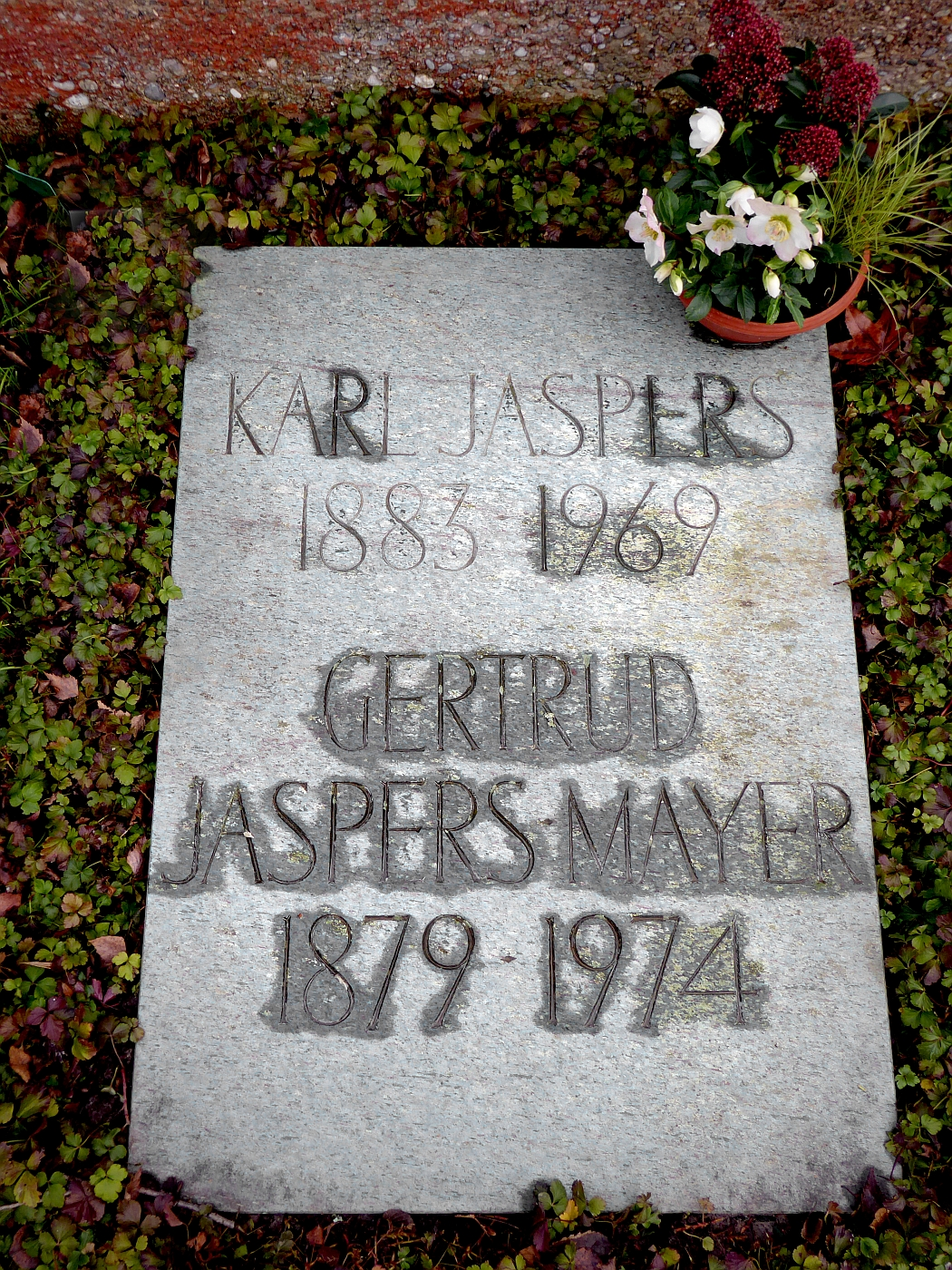
Grab auf dem Friedhof am Hörnli, Riehen, Basel-Stadt, Schweiz

Karl Jaspers war der Sohn des Bankdirektors und Landtagsabgeordneten Carl Wilhelm Jaspers (1850–1940) und dessen Frau Henriette geborene Tantzen (1862–1941), der Tochter des oldenburgischen Landtagspräsidenten Theodor Tantzen der Ältere. Der oldenburgische Ministerpräsident Theodor Tantzen der Jüngere war ein Onkel Jaspers’. Väterlicherseits entstammte er einer wohlhabenden Bankiersfamilie, die er als liberal-konservativ bezeichnete. Sein Urgroßvater hatte durch Schmuggelgeschäfte ein immenses Vermögen erworben, mit dem Jaspers’ Großvater aber verschwenderisch umgegangen war. Vor diesem Hintergrund vermittelten ihm seine Eltern Verantwortungsbewusstsein und kritisches Denken.
Sein Bruder Enno (1889–1931) war Rechtsanwalt in Oldenburg, seine Schwester Erna Margarethe (1885–1974) war verheiratet mit Eugen Dugend (1879–1946), dem Präsidenten des Oberverwaltungsgerichts Oldenburg.
Karl Jaspers war Schüler des Alten Gymnasiums in Oldenburg.
Von Kindheit an litt Jaspers an Bronchialproblemen (angeborenen Bronchiektasen), die seine körperliche Leistungsfähigkeit erheblich beeinträchtigten und ihn anfällig für Infektionen machten. Strikte Disziplin zur Aufrechterhaltung seiner Gesundheit bestimmte und beschränkte nach autobiographischen Zeugnissen daher sein Leben, das allerdings wie das seiner Geschwister zusätzlich durch familiäre Umstände erheblich belastet war und ihn für psychologische Fragen sensibilisierte.

### Studium und Lehrtätigkeit
Jaspers studierte zunächst Ende 1901 in Heidelberg und später in München drei Semester Rechtswissenschaft. Nach einem Kuraufenthalt in Sils-Maria nahm er 1902 in Berlin ein Medizinstudium auf, das er ab 1903 in Göttingen und ab 1906 in Heidelberg weiterführte. Hier wurde er mit Unterstützung von Karl Wilmanns am 8. Dezember 1908 bei Franz Nissl promoviert, dem Direktor der Psychiatrischen Universitätsklinik, der ihm nach seiner Approbation von 1909 bis 1914 Gelegenheit zur Mitarbeit als Volontärassistent gab.

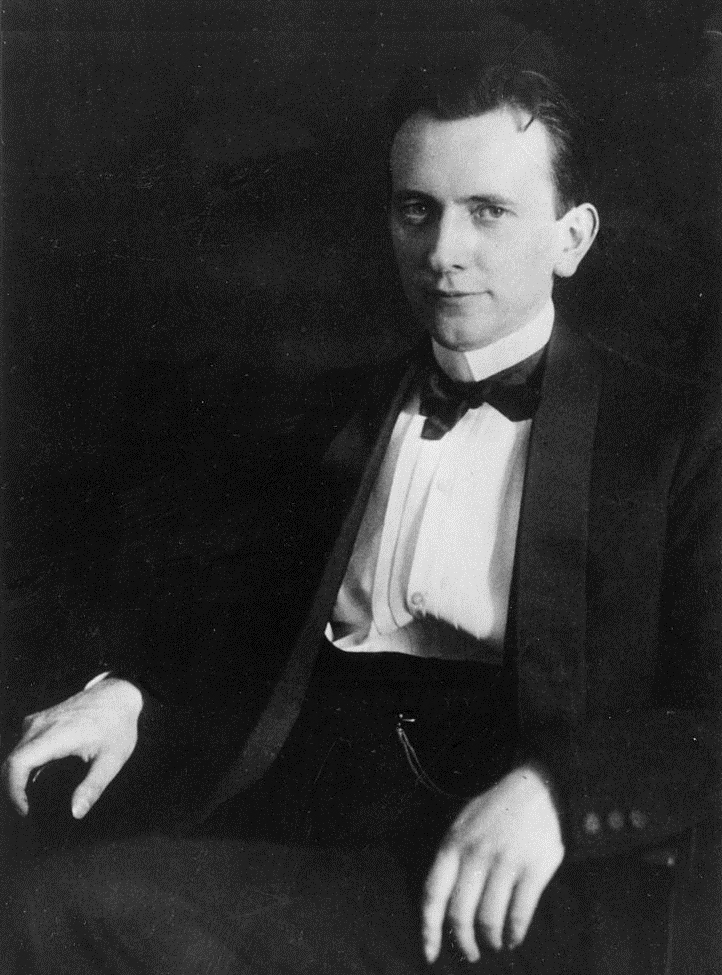
Karl Jaspers (1910)

1907 lernte Jaspers Gertrud Mayer (1879–1974) kennen, die als Assistentin im Sanatorium Oskar Kohnstamms arbeitete. Gertrud war die Schwester seines Studienfreundes Ernst Mayer, der ihm als wichtiger Gesprächspartner über Jahrzehnte verbunden blieb. Gertrud und Ernst Mayer entstammten einer orthodoxen deutsch-jüdischen Kaufmannsfamilie. Karl Jaspers und Gertrud Mayer heirateten 1910. Sie konnte die Zeit des Nationalsozialismus nur dank dieser Ehe in Deutschland überleben.

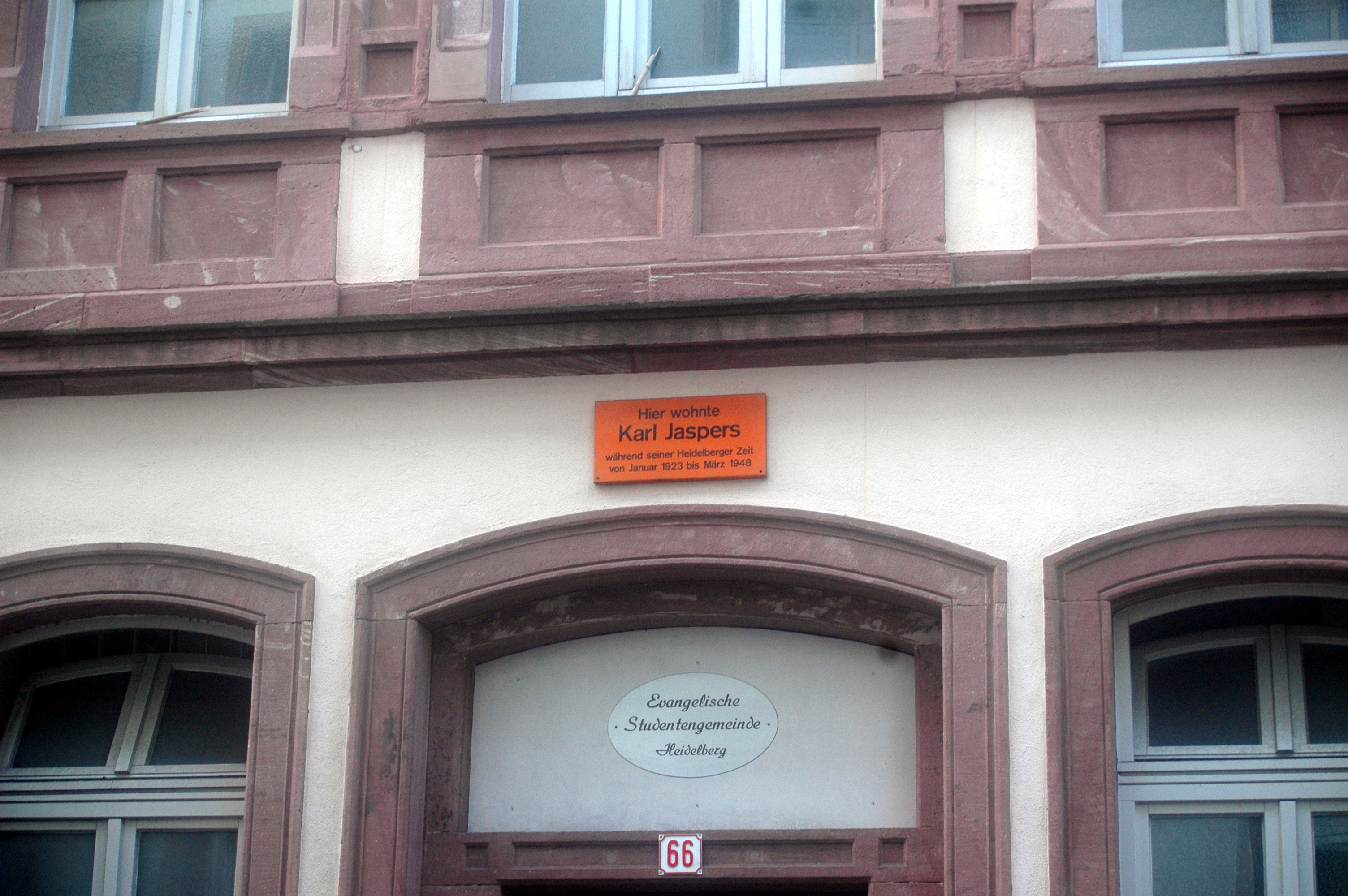
Gedenktafel in der Plöck 66 in Heidelberg

Max Weber, den er 1909 durch Hans Walter Gruhle kennengelernt hatte, wurde wissenschaftliches Vorbild für Jaspers. 1910/11 nahm er zeitweise am Arbeitskreis über die psychologischen Theorien Freuds und verwandter Anschauungen teil. Diese Gruppe hatte sein jüngerer Mitassistent Arthur Kronfeld aufgrund des jahrelangen Austausches mit seinem Freund, dem späteren Nobelpreisträger Otto Meyerhof, aus dem Kreis des Göttinger Philosophen Leonard Nelson heraus ins Leben gerufen. Daran beteiligt waren neben Gruhle auch Meyerhofs Kollege Otto Warburg sowie der Medizinstudent Wladimir Eliasberg, der später mit Kronfeld in der großen, europaweiten Psychotherapiebewegung der 1920er Jahre eine bedeutende Rolle spielte. Jaspers hat diesen Kreis nie erwähnt, obwohl er später selbst eine wissenschaftliche Begründung der Psychotherapie einforderte und sich bis zu seinem Lebensende mit der Psychoanalyse und ihren weltanschaulichen Ansprüchen kritisch auseinandersetzte.

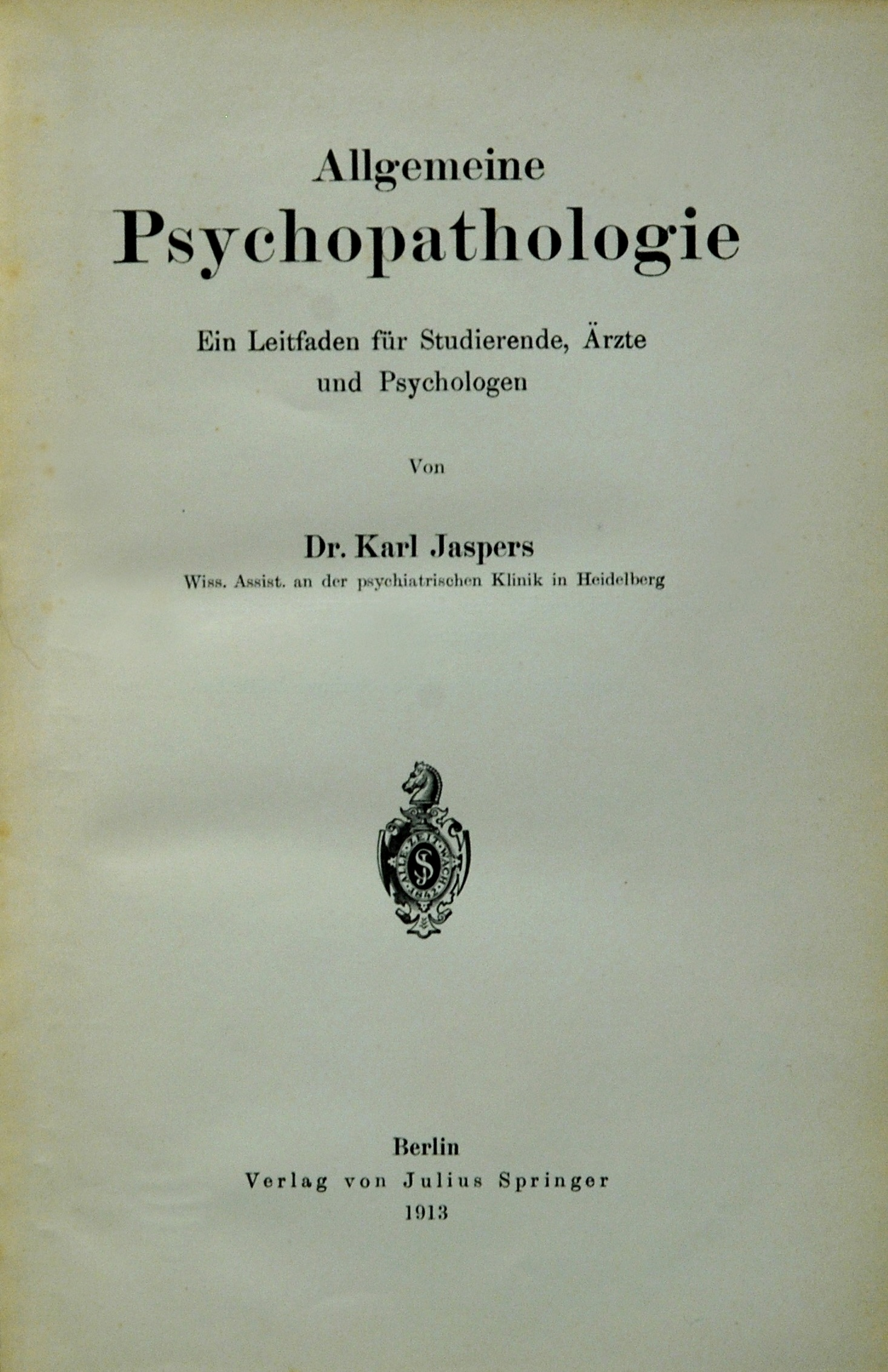
Jaspers’ Lehrbuch der Allgemeinen Psychopathologie (1913)

Am 13. Dezember 1913 legte Jaspers als gerade Dreißigjähriger mit Unterstützung von Nissl und Weber an der Philosophischen Fakultät der Universität Heidelberg bei Wilhelm Windelband sein Lehrbuch der Allgemeinen Psychopathologie als Habilitationsschrift vor und konnte sich im Fach Psychologie habilitieren. Mit dieser Schrift hinterließ Jaspers bei seinem Wechsel in die Philosophie der Psychiatrie ein bis heute richtungweisendes Werk, das in der Fachwelt umgehend große Anerkennung fand. Mit seiner Erweiterung des psychiatrischen Methodenarsenals um die psychische Krankheitserscheinungen beschreibende psychologisch-phänomenologische Methode überwand Jaspers Vorbehalte der Hirnforschung gegen die von ihm so genannte Hirnmythologie und ging gleichzeitig deutlich über den experimental-psychologischen Ansatz Wilhelm Wundts hinaus, den vor ihm Emil Kraepelin in die Psychiatrie eingebracht hatte.
Während des Ersten Weltkriegs lag Karl Jaspers’ Bruder, Enno Jaspers, in der Etappe. Karl Jaspers befürchtete, aufgrund seines schwächlichen Gesundheitszustandes dennoch zum Landsturm ohne Waffe eingezogen zu werden, was ihm allerdings erspart blieb. Mit seinem Bruder Enno korrespondierte er in dieser Zeit. Bereits nach zwei Jahren Lehrtätigkeit am Philosophischen Seminar der Universität Heidelberg wurde Karl Jaspers dort 1916 zum außerordentlichen Professor ernannt. 1920 trat er die Nachfolge von Hans Driesch an und rückte damit zum Extraordinarius auf. Im selben Jahr begann seine Freundschaft mit Martin Heidegger, die bis zu dessen Eintritt in die NSDAP im Mai 1933 dauerte. Es folgten gegenseitige Besuche und ein reger Briefwechsel. Heidegger hatte Jaspers’ Psychologie der Weltanschauungen in einer großen Rezension gewürdigt und war sehr von diesem Werk beeinflusst. Da ihre Ausarbeitung des Seinsdenkens aber doch sehr unterschiedlich war, hielt sich die fachliche Diskussion in Grenzen.
Noch schneller wurde Jaspers ordentlicher Professor: 1921 führten Bleibeverhandlungen wegen an ihn ergangener Berufungen dazu, dass für ihn ein persönliches Ordinariat eingerichtet und er damit neben Heinrich Rickert 1922 Mitdirektor des Seminars wurde. Nach Ausbildung und Haltung bestand zu Rickert eine erhebliche Distanz, die sich auch in beider Auffassung von Philosophie niederschlug. Für Rickert – als neukantianisch eingestellten wissenschaftsorientierten Philosophen – war schon die Berufung des fachfremden Jaspers mit seinem psychologischen Hintergrund, vor allem aber seine Orientierung an der Seinsfrage, schwer zu akzeptieren. Über die unterschiedliche Bewertung von Leistung und Person des von Jaspers hoch geschätzten Max Weber kam es früh auch zum persönlichen Bruch zwischen Jaspers und Rickert.
In den folgenden Jahren konzentrierte sich Jaspers auf eine intensive und tiefe Einarbeitung in die Geschichte und Systematik der Philosophie. Zunächst las er über die großen Philosophen und begann ab 1927 mit der Ausarbeitung seines dreibändigen Hauptwerks Grundriss der Philosophie, das er ab 1924 im regen Austausch mit seinem Freund und Schwager Ernst Mayer entwickelt hatte. Hannah Arendt promovierte 1926–1928 bei Jaspers über den Liebesbegriff bei Augustin. Ihre Freundschaft begann im Jahr 1932 und endete erst mit seinem Tod.

### Verhältnis zum Nationalsozialismus
Nach der Machtübernahme durch die Nationalsozialisten glaubte Jaspers sich immer noch mit dem Freiburger Philosophen Martin Heidegger, der am 1. Mai 1933 der NSDAP beigetreten war, in einer Art Kampfgemeinschaft gegen den „Niedergang der Universität“ verbunden, der sich, wie Jaspers es formuliert, „seit hundert Jahren langsam, seit dreißig Jahren schnell“ vollziehe. Jaspers und Heidegger teilten, lange vor 1933, die Auffassung von der Universität als Stätte der Erziehung und Ausbildung einer geistesaristokratischen Elite, die sich von der „Vermassung“ und vom bloßen Wissenschaftsmanagement abhob. Am 20. April 1933 schrieb er an Heidegger: „Sie sind bewegt von der Zeit –, ich bin es auch. Es muß sich zeigen, was eigentlich in ihr steckt.“
Im Juli 1933 konstituierte sich an der Universität Heidelberg ein Kreis von Professoren und Dozenten, dem auch Jaspers angehörte, mit dem Ziel, für die badischen Universitäten nach den Prinzipien des NS-Regimes eine neue Verfassung zu entwerfen. Jaspers selbst entwarf für diesen Kreis eine Universitätsverfassung nach dem Führerprinzip, die lediglich in einer Bestimmung hinter der dann erlassenen Verfassung zurückbleibt, in anderen Bestimmungen jedoch sogar noch über jene hinausgeht. So schlug er in seinen zehn „Thesen zur Frage der Hochschulerneuerung“ vor, die Berufungen nicht mehr durch inneruniversitäre Berufungsausschüsse, sondern durch einen staatlichen Beauftragten vornehmen zu lassen. Im Einzelnen wiesen Jaspers’ Reformvorschläge deutliche Unterschiede zu Heidegger auf. Sie betonten die akademische Freiheit, die Heidegger zur Disposition stellte. Arbeitsdienst und Wehrsport rangierten bei Jaspers, im Gegensatz zu Heidegger, unter der „wesensverschiedenen Disziplin geistiger Arbeit“. Bei ihm fehlte noch völkischer Nationalismus. Auch war seine „Haltung des Selbstseins“ aristokratisch und elitär, aber nicht autoritär, sondern auf Kommunikation unter Gleichen gerichtet. Der selbstseiende Mensch wolle „nicht Gefolgschaft, er will Gefährten“. Er begrüßte jedoch am 23. August 1933 die neue Hochschulverfassung Badens als „außerordentlichen Schritt“ – „seitdem ich aus eigener Erfahrung weiß, wie die bisherige Verfassung arbeitet [...] kann ich nichts anders, als die neue Verfassung richtig finden“ – und er hielt seine eigenen Reformvorschläge „in eins mit den bisher von Regierungsseite gehörten Prinzipien“.
Der Kontakt zu Heidegger brach in den letzten Monaten des Jahres 1933, nach Heideggers Rektoratsrede, ab.
Zu Anfang verdrängte Jaspers die politischen Realitäten. Als ihm Ernst Mayer im Sommer 1933 prophezeite, man werde die Juden „eines Tages in Baracken bringen und die Baracken anzünden“, hielt er es für Phantasterei: „Das ist ja ganz unmöglich.“ Hannah Arendt ließ er wissen, das Ganze sei „eine Operette. Ich will kein Held in einer Operette sein.“ Ihre Emigration erschien ihm als übereilte „Dummheit“. Mit Hannah Arendt hatte Jaspers viele Auseinandersetzungen darüber, was er mit seinem deutschen Nationalismus meinte. Arendt konnte Jaspers’ Deutschtum nachvollziehen, aber sie hielt ihm auch deutlich vor, dass er aus naivem Vertrauen in die politische Reife seiner Mitbürger nicht in der Lage war, die Bedrohung des Nationalsozialismus zu erkennen. 1914 habe er wie Max Weber die deutsche Macht bejaht, weil er meinte, Deutschland solle zwischen dem russischen Despotismus und dem angelsächsischen „Konventionalismus“ ein drittes Reich werden und „den Geist der Liberalität, der Freiheit und Mannigfaltigkeit persönlichen Lebens, der Größe abendländischer Überlieferung“ vertreten. Im Gegensatz zu Max Weber sei er aber Bismarck und der preußischen Tradition stets abgeneigt gewesen und habe gleich nach der Niederlage 1918 gedacht, der Nationalstaat sei überholt und Deutschland solle sich mit dem Westen gegen Russland verbünden. In seinem Wandel spielte aber die spätere Erfahrung im Nationalsozialismus eine entscheidende Rolle.
Aufgrund der 1933 sofort eingeleiteten Maßnahmen der nationalsozialistischen Machthaber zur „Gleichschaltung“ der Universitäten in Deutschland wurde Jaspers zunächst aus der Universitätsverwaltung ausgeschlossen und Ende September 1937 zwangspensioniert. Jaspers’ Frau war jüdischer Herkunft. 1938 wurde ihm zunächst ein inoffizielles, ab 1943 ein offizielles Publikationsverbot auferlegt. Seine Arbeiten und Studien setzte Jaspers ungeachtet dessen konsequent fort. Mehrere Male dachte er an Emigration und hoffte auf einen Ruf ins Ausland. Von Freunden unternommene Versuche scheiterten jedoch. Aufgrund der Sprachbarriere lehnte er 1939 eine Einladung von Lucien Lévy-Bruhl als „Maître de recherches“ bei der „Caisse nationale de la Recherche scientifique“ in Paris ab. Die Universität Basel lud ihn 1941 zu Gastvorlesungen für zwei Jahre ein. Seine Frau erhielt jedoch ein Ausreiseverbot. Eigentlich hatte er sich für die innere Emigration entschieden, im Namen der Zugehörigkeit zu einer Schicksalsgemeinschaft: „Niemand verläßt ohne Einbuße sein Land.“ Man laufe im Exil Gefahr, der „Bodenlosigkeit“ zu verfallen. Viele langjährige Freunde hielten zu ihm, so dass er nicht isoliert war. Er stand jedoch ständig unter der Bedrohung durch die Nationalsozialisten, die ihn noch am 14. April 1945 in ein KZ verschleppen wollten, wie er aber bereits Anfang März von einem Freund erfuhr. Jaspers hatte für diesen Fall vorgesorgt und verfügte für sich und seine Frau über Zyankali; es zu benutzen wurde ihm jedoch erspart, da die US-Armee am 1. April 1945 in Heidelberg einmarschierte.

### Nachkriegszeit

Basel, Austrasse 126 (2. Haus von links; grauer Wandputz). Dort lebte Karl Jaspers zusammen mit seiner Frau Gertrud (1966)

Karl Jaspers mit seiner Frau Gertrud Mayer-Jaspers (1966 in Basel)

Karl Jaspers (1966 in Basel)

Karl Jaspers (1966 in Basel)

Nach 1945 war Jaspers einer der profiliertesten Wissenschaftler, die zur Neubegründung und Wiedereröffnung der Universität Heidelberg beitrugen. Er zählte zum am 5. April 1945 mit Billigung der amerikanischen Besatzungsbehörde gebildeten 13er-Ausschuss zum Wiederaufbau der Universität. Persönlich hochgeachtet durch die Wahl zum Ehrensenator der Universität Heidelberg im Jahre 1946 und die Verleihung des Goethe-Preises der Stadt Frankfurt im Jahr darauf, aber bald enttäuscht von der weiteren allgemein- und hochschulpolitischen Entwicklung im Nachkriegsdeutschland, nahm Karl Jaspers den Ruf nach Basel an und wechselte 1948 als Nachfolger auf den dortigen Lehrstuhl von Paul Häberlin. Als Reaktion auf die Wahl des ehemaligen NSDAP-Mitglieds Kurt Georg Kiesinger zum Bundeskanzler der Bundesrepublik Deutschland sowie die Verabschiedung der Notstandsgesetze 1968 erwarb Jaspers auch die Schweizer Staatsbürgerschaft. Er gab weiterhin immer wieder stark beachtete Stellungnahmen zu Zeitfragen wie auch zu wissenschaftlichen Themen, beispielsweise zur Psychoanalyse, ab. Karl Jaspers starb 1969 in Basel und wurde auf dem Friedhof am Hörnli begraben.

#### Verhältnis zu Arendt und Heidegger
Nach Kriegsende 1945 wurde Jaspers aufgefordert, in Hinblick auf Heideggers Lehrbefugnis eine Stellungnahme zu dessen Wirken in der NS-Zeit abzugeben. Er empfahl ein befristetes Lehrverbot, das nach Ablauf der Frist überprüft werden sollte. Er setzte sich gleichzeitig für eine Publikationserlaubnis ein. Das Heidegger daraufhin erteilte Lehrverbot endete am 26. September 1951.
Seine frühere Freundschaft mit Heidegger wurde trotz Briefwechsels nicht wieder aufgenommen. Zwar hat Heidegger 1950 Jaspers gegenüber brieflich seine Scham über den Abbruch der Beziehung während der NS-Herrschaft eingestanden: „Ich bin seit 1933 nicht deshalb nicht mehr in Ihr Haus gekommen, weil eine jüdische Frau dort wohnte, sondern weil ich mich einfach schämte.“ Jaspers war jedoch nicht bereit, die frühere Vertrautheit wiederzubeleben. Die Distanz zum ehemals befreundeten Philosophen findet man im Briefwechsel mit Heidegger:

„Die unendliche Trauer seit 1933 und der gegenwärtige Zustand, in dem meine deutsche Seele nur immer mehr leidet, haben uns nicht verbunden, sondern stillschweigend getrennt. Das Ungeheure, das etwas ganz anderes ist als nur Politik, hat in den langen Jahren meiner Ächtung und Lebensbedrohung kein entsprechendes Wort zwischen uns laut werden lassen. Als Menschen sind wir uns ferngerückt.“

An Hannah Arendt schrieb Jaspers: „Kann man als unreine Seele – d. h. als Seele, die ihre Unreinheit nicht spürt und nicht ständig daraus herausdrängt, sondern gedankenlos im Schmutz fortlebt, – kann man in Unaufrichtigkeit das Reinste sehen?“ Die bei Heidegger feststellbare Form sei Selbstinterpretation von Sein und Zeit, als ob er immer ein und dasselbe gewollt und getan habe (1. September 1949). Hierauf antwortete Arendt: „Was Sie Unreinheit nennen, würde ich Charakterlosigkeit nennen.“ (29. September 1949)
„Dein Eichmann-Buch lese ich ständig weiter. Es ist großartig für mich“, schrieb Karl Jaspers am 2. November 1963 an Arendt. Kurz darauf begann Jaspers, seinen eigenen Text zu schreiben: ein Buch über Arendt und ihren Denkstil. Sein Buch über die Schülerin und Freundin blieb unvollendet. In der unten genannten Ausstellung (Herbst 2006) wurden diese Fragmente erstmals öffentlich zugänglich.

#### Politische Stellungnahmen
Noch vor Ende des Krieges hatte Jaspers in seinem Tagebuch notiert: „Wer es überlebt, dem muß eine Aufgabe bestimmt sein, für die er den Rest seines Lebens verzehren soll.“ Als praktische Handlungsanleitung seiner Philosophie sah Jaspers das Eintreten für die Freiheit, denn nur in Freiheit könne man wirklich zur Existenzerhellung gelangen. Jaspers zog für sich die Schlussfolgerung, zum politischen Leben künftig Stellung zu beziehen.
Mit der Schrift Die Schuldfrage von 1946, zugleich seine erste Vorlesung an der mit seiner Unterstützung neu begründeten Universität von Heidelberg, machte er den ersten Schritt. Hier entwickelte er ein Verständnis von Schuld, das auch heute noch die politische Diskussion maßgeblich beeinflusst. Er unterschied dabei die kriminelle, die politische, die moralische und die metaphysische Schuld. Die erste zu verurteilen ist Sache der Gerichte, die zweite Sache des Siegers. Doch der moralischen Schuld kann sich niemand entziehen, auch wenn darüber nicht vor Gericht entschieden wird. Die Verantwortung bleibt. Nur der kann vergeben, dem Unrecht geschehen ist. Jaspers erkannte nunmehr die Existenz Gottes an. Dass der Mensch überhaupt schuldig werden kann, sei Sache Gottes. In die kollektive Verantwortung bezog er sich selbst, der doch unter dem Nationalsozialismus zu leiden hatte und existentiell bedroht war, mit ein:
„Wir Überlebenden haben nicht den Tod gesucht. Wir sind nicht, als unsere jüdischen Freunde abgeführt wurden, auf die Straße gegangen, haben nicht geschrien, bis man uns vernichtete. Wir haben es vorgezogen am Leben zu bleiben mit dem schwachen, wenn auch richtigen Grund, unser Tod hätte nichts helfen können. Daß wir leben, ist unsere Schuld. Wir wissen vor Gott, was uns tief demütigt.“
Mit dieser Stellungnahme wandte sich Jaspers gegen den Zeitgeist des Verdrängens und forderte auch, dass jeder Einzelne seine Verantwortung hinterfrage. Gleichzeitig wandte er sich gegen die These von der Kollektivschuld: „Es ist aber sinnwidrig, ein Volk als Ganzes eines Verbrechens zu beschuldigen. Verbrecher ist immer nur der einzelne. […] Es ist auch sinnwidrig, ein Volk als Ganzes moralisch anzuklagen […] Moralisch kann immer nur der einzelne, nie ein Kollektiv beurteilt werden […]“ Er warnte weiterhin vor einem Aufrechnen mit jedwedem anderen politischen Unrecht. Auch schrieb er 1947: „Es wäre ein Unheil, wenn bedeutende Forscher ausscheiden müßten, die nach dem Schema belastet sind, aber in Wort und Schrift und Tat jederzeit einwandfrei waren und nach genauer Prüfung keine Zeichen nationalsozialistischen Geistes aufweisen“.
Auch in der Folgezeit nahm er immer wieder öffentlich Stellung zur politischen Situation. Gemeinsam mit Dolf Sternberger gab er von 1946 bis 1949 die Zeitschrift Die Wandlung heraus, in der prominente Autoren (Hannah Arendt, Bertolt Brecht, Martin Buber, Albert Camus, Thomas Mann, Jean-Paul Sartre, Carl Zuckmayer) zur geistig-moralischen und zur politischen Erneuerung aufriefen. Sein Programm zur Modernisierung und vor allem Demokratisierung der Heidelberger Universitätsverfassung konnte Jaspers allerdings nicht durchsetzen.
Viel Beachtung fand 1958 sein Buch Die Atombombe und die Zukunft des Menschen, in dem er sich gegen die Blockbildung und die Unterdrückung von Freiheit wandte. Angesichts der Bedrohung durch einen Nuklearkrieg sah Jaspers nicht nur den Einzelnen, sondern die gesamte Menschheit in einer Grenzsituation.
In seiner Rede Wahrheit, Freiheit und Friede anlässlich der Verleihung des Friedenspreises des Deutschen Buchhandels 1958 setzte sich Jaspers mit den Voraussetzungen für Frieden als Weltfrieden auseinander. Es könne keinen äußeren Frieden ohne den inneren Frieden der Staaten geben. „Der gewaltsame Kampf erlischt in der Kommunikation.“ Frieden gibt es demnach nur durch Freiheit, sowohl des Einzelnen als auch daraus folgend des Staates. Die Demokratie als Verfassungsform allein genüge nicht.
Die Freiheit kann nach Jaspers allein aus der Wahrheit entstehen. Diese haben die Philosophen seit dem Altertum gesucht. Sie liege nicht vorrangig im Inhalt, sondern in der Art der Diskussion, in der „Denkungsart der Vernunft“. Zwar lehnt er die marxistischen Regimes ab, sieht aber die „politisch freie Welt“ nicht als wirklich frei an. Wichtig sei dort allein das Produzieren und Konsumieren, die Güter seien nicht haltbar, das Leben häufig leer und auf Prestige beruhend. Die Staatsmänner hätten die „Fühlung“ mit dem Volk verloren. Das geschichtliche Wissen der Bevölkerung sei mangelhaft, daher hält er eine politische Bildung für erforderlich.
„Unsere politische Freiheit ist nicht unser Verdienst, die Unfreiheit im Osten ist nicht Schuld der Deutschen dort […] Beide Regimes haben ihren Grund im Willen der Besatzungsmächte.“ Das deutsche Selbstbewusstsein könne sich aufgrund der Vergangenheit nicht auf die politischen Verhältnisse beziehen, sondern liege, anders als beispielsweise in der Schweiz, „in der Gemeinschaft vorpolitischer Substanz, in der Sprache, im Geist und in der Heimat“.
Sehr kritisch aufgenommen wurde seine Schrift über Freiheit und Wiedervereinigung von 1960, in der er dafür eintrat, einen eigenen Staat in der DDR zu akzeptieren, wenn dadurch auch für diesen Teil Deutschlands die Freiheit hergestellt werden könnte. Nach einem entsprechenden Fernsehinterview wurde er als „Vaterlandsverräter“ und „Handlanger des Kommunismus“ beschimpft.
Jaspers suchte dennoch weiter die Kontroverse. Er wohnte als Beobachter einem Auschwitz-Prozess bei und trat massiv für die Aufhebung der damals anstehenden Verjährung von NS-Verbrechen ein. 1966 erhob er mit dem Buch Wohin treibt die Bundesrepublik? Tatsachen – Gefahren – Chancen warnend seine Stimme mit einer Absage an Machtpolitik und Parteienstaat. Er trat für eine Verfassungsänderung zugunsten von mehr direkter Demokratie ein. Die Möglichkeiten, politisch Einfluss zu nehmen, seien für das Volk sehr gering. Die Wahlen bezeichnete er als „Akklamation zur Parteienoligarchie“. Mit diesen Thesen geriet er in die Debatte um die damalige Große Koalition und den „Selbstverrat“ der SPD bei der Anerkennung der Notstandsgesetze. Kritik erhielt er dabei fast in gleicher Weise aus der Politik von rechts und links, fand jedoch auch eine breite Zustimmung in der Öffentlichkeit.

#### Auszeichnungen
1947 wurde Jaspers zum ordentlichen Mitglied der Heidelberger Akademie der Wissenschaften gewählt, ab 1948 als korrespondierendes Mitglied, 1953 erhielt er die Ehrendoktorwürde der Universität Heidelberg, 1958 den Friedenspreis des Deutschen Buchhandels und 1959 den Erasmuspreis sowie Ehrendoktorate der Pariser Sorbonne und der Universität Genf.

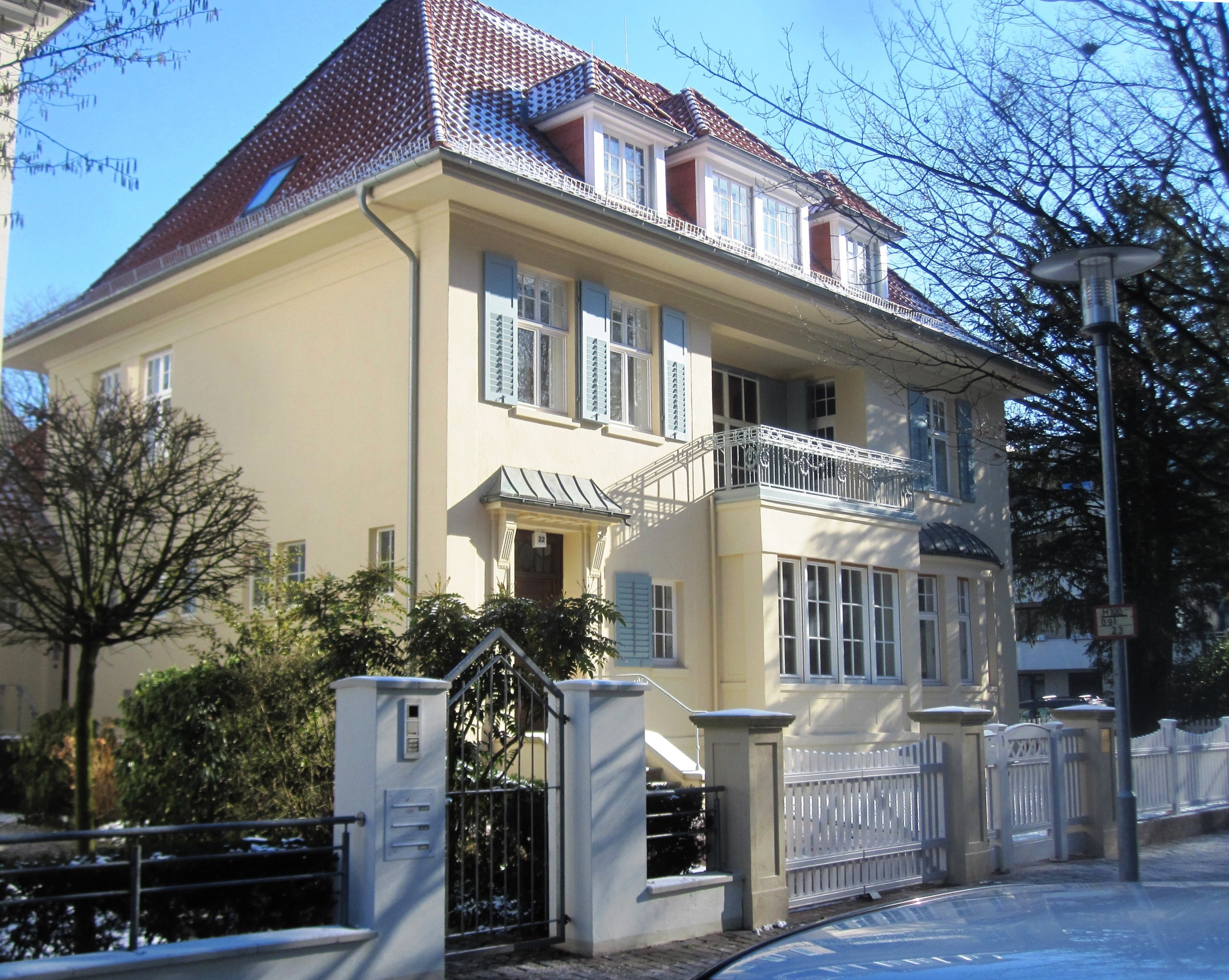
Sitz der Karl-Jaspers-Gesellschaft Oldenburg e.V.

Im Jahr 1947 erhielt Jaspers den Goethepreis der Stadt Frankfurt, zu dessen Verleihung er die Rede „Goethe und unsere Zukunft“ hielt, in der er sich auch kritisch mit Goethe auseinandersetzte. Als Ernst Robert Curtius in einer Polemik diese Rede als anmaßend und unangemessen wertete, entwickelte sich die öffentlich ausgetragene „Jaspers-Curtius-Kontroverse“. Generell war Goethe eine der Leitfiguren in Jaspers’ Denken. So schrieb er in einer autobiographischen Selbstbetrachtung 1941: „Goethe brachte die Atmosphäre der Humanitas und der Unbefangenheit. Diese Atmosphäre zu atmen, mit ihm zu lieben, was an wirklichem Wesen in der Welt zur Erscheinung kommt, mit ihm die Grenzen unverschleiert, aber scheu zu berühren, war eine Wohltat in der Unruhe, wurde ein Quell der Gerechtigkeit und Vernunft“. In seiner Rede problematisierte Jaspers vier Themen unter der Frage nach den Grenzen Goethes: „1. die Ablehnung der modernen Naturwissenschaft, 2. die harmonische Grundauffassung von Leben und Welt, 3. die Preisgabe des Unbedingten zugunsten des Lebensmöglichen und 4. die zu frühe Resignation vor einem Unbegreiflichen.“ Dazu wandte er sich gegen einen unkritischen Goethe-Kult und forderte eine „Revolution der Goethe-Aneignung“.
1958 wurde Jaspers in die American Academy of Arts and Sciences gewählt. Von der Deutschen Akademie für Sprache und Dichtung wird er als Ehrenmitglied mit dem Aufnahmejahr 1958 geführt. Seine Emeritierung erfolgte 1961. 1962 zeichnete ihn seine eigene Universität mit einem medizinischen Ehrendoktor aus. Neben zahlreichen Ehrenmitgliedschaften in weiteren wissenschaftlichen Gesellschaften folgten weitere Auszeichnungen: 1963 der Preis der Oldenburg-Stiftung (eine Ordensverleihung durch die Bundesrepublik in diesem Jahr lehnte Jaspers ab), 1964 der Orden Pour le Mérite und 1965 der Internationale Friedenspreis Lüttich. 1963 wurde er zum Ehrenbürger der Stadt Oldenburg ernannt. Die Académie royale des Sciences, des Lettres et des Beaux-Arts de Belgique in Brüssel nahm ihn 1964 als assoziiertes Mitglied auf. In Bad Zwischenahn-Wehnen ist ein Fachkrankenhaus für Psychiatrie und Psychotherapie nach ihm benannt; außerdem gibt es eine Bronzebüste von Jaspers im Cäcilienpark (Abb. s. u.), und seit 2007 wird die Karl-Jaspers-Medaille vergeben für Verdienste um die Kultur in Oldenburg.
Jaspers wurde im Jahre 1950 und zweimal 1960 für den Literaturnobelpreis vorgeschlagen, u. a. von Erich Kästner.
Der Asteroid (48435) Jaspers wurde nach ihm benannt.

## Werk

### Psychiatrie
Karl Jaspers war unter den ersten deutschen Psychiatern des 20. Jahrhunderts, die die philosophischen Vorannahmen ihrer Disziplin untersuchten und reflektierten. Zu den damaligen Pionieren gehörten ferner die Psychiater Ernst Kretschmer (Sensitiver Beziehungswahn, 1918), Arthur Kronfeld (Das Wesen des psychiatrischen Erkennens, 1920), Ludwig Binswanger (Einführung in die Probleme der Allgemeinen Psychologie, 1922) und andere wie Otto Meyerhof, der unter Rückgriff auf die Philosophie des Kant-Nachfolgers Jakob Friedrich Fries wie sein Freund Kronfeld schon 1910 mit Beiträgen zur psychologischen Theorie der Geistesstörungen zu einer wissenschaftlich tragfähigen Grundlegung der Psychiatrie beizutragen versucht hatte.
Jaspers’ Allgemeine Psychopathologie (1913) gilt als der „Beginn einer methodisch reflektierten psychopathologischen Forschung“ (Max Schmauß) – neben Wilhelm Griesinger, der nach Binswanger der „Psychiatrie ihre Verfassung“ gab, indem er „seelische Krankheiten [als] ‚Erkrankungen des Gehirns‘“ definierte, sowie Emil Kraepelin, der als Erster ein brauchbares nosologisches Bezugssystem in der Psychiatrie eingeführt hat.
Jaspers bezog sich auf Husserls frühe Arbeiten zur deskriptiven Psychologie und Wilhelm Diltheys viel diskutierte Unterscheidung von „Erklären“ und „Verstehen“, mit der er die Psychopathologie auch in methodologischer Hinsicht ergänzte. Der Begriff „Verstehen“ seinerseits wird dabei unterteilt in den des „genetischen Verstehens“ und des „statischen Verstehens“. Während das statische Verstehen dem deskriptiven Anspruch der Psychopathologie im Sinne der Erstellung eines „Befundes“ diene, könne man sich dank des „genetischen Verstehens“ einfühlen und erkennen, wie „Seelisches aus Seelischem hervorgeht“. Dies stellt in seiner Abgrenzung aber auch ein heute noch erörtertes Methodenproblem dar. Jaspers’ Annahme, dass bestimmte psychopathologische Phänomene sich gerade dadurch auszeichnen, dass sie sich dem genetischen Verstehen entziehen, wird bis heute kontrovers diskutiert. Zu diesem Methodenproblem hat Jaspers selbst später trotz nachdrücklicher Bitte Kurt Schneiders nichts mehr beigetragen.
Jaspers legte besonderen Wert darauf, die Grenzen der psychopathologischen Methode zu bestimmen. Hierzu beschrieb er ausführlich „psychiatrische Vorurteile“ wie die sogenannte Hirnmythologie, nach der Geisteskranke Gehirnkranke sein sollen. Auch die theoretischen Annahmen Freuds rechnete er zu den Vorurteilen, die es in der Psychiatrie zu bekämpfen gelte.
Er betonte, dass seelische Prozesse immer nur indirekt zugänglich seien, nämlich durch die Mitteilungen von Patienten über ihre Erlebnisse. Sichere Parameter für eine seelische Störung ließen sich hieraus nicht ableiten, wodurch die psychopathologische Analyse sich grundsätzlich von naturwissenschaftlichen Verfahren unterscheide.

### Philosophie

#### Ausgangspunkte
Wichtige Quellen der Philosophie von Karl Jaspers sind Kierkegaard, Spinoza, Nietzsche und vor allem Husserl und Kant, dem er jedoch vorhielt, dass er die Dimension des Zwischenmenschlichen, insbesondere der Liebe, nicht erfasse. Seine Philosophie ist außerdem stark von lebensphilosophischen Elementen durchzogen. In einer sinnlosen Wirklichkeit, in der die Naturwissenschaften keine Hilfe bei der Selbstvergewisserung bieten, brauche der Mensch eine illusionslose Sicht seiner Existenz als Grundlage seiner Handlungsentscheidungen.
Seine Psychologie der Weltanschauungen aus dem Jahre 1919 ist ein Übergang von der Psychologie zur Philosophie und kann als erstes Werk der modernen Existenzphilosophie eingestuft werden. Jaspers interessierte sich vor allem für die seelischen Antriebe, die Weltanschauungen begründen. Bereits hier problematisierte er die „Grenzsituationen“ wie Tod, Leiden, Schuld, Geschichtlichkeit, die die Erfahrungen des Menschen bestimmen, an denen er mit rationalem Denken scheitere, und in denen der Mensch Skeptizismus und Nihilismus überwinden kann, indem er sich als Existenz (wie Jaspers später schreibt: gegenüber der Transzendenz) bewusst wird. Für ihn hatte dieses Buch
„nur Sinn für Menschen, die beginnen, sich zu verwundern, auf sich selbst zu reflektieren, Fragwürdigkeiten des Daseins zu sehen, und auch nur Sinn für solche, die das Leben als persönliche, irrationale, durch nichts aufhebbare Verantwortung erfahren“ (Vorwort).
Das Menschenbild in Jaspers’ Philosophie ist geprägt durch eine vierstufige Seinsweise als Verwirklichungsdimensionen des Menschen:
1. das biologische Dasein als rücksichtsloser, vitaler Daseinswille mit Macht-, Geltungs- und Genussinteressen – zugleich der Erfahrungsraum, in dem Phänomenologie und Positivismus ihre Grenzen finden;
2. das Bewusstsein überhaupt als Medium des objektiven Denkens im Sinne des kantischen Verstandes (das Ichsein), das den Bereich der Logik bestimmt;
3. der Geist als Teilhabe an ganzheitlichen und sinnstiftenden Ideen, der den Zusammenhang in der Zerstreutheit des Wissbaren und Erfahrbaren erzeugt;
4. die Existenz als das, was der Mensch sein kann, als nicht mehr empirisch fassbare Ebene des eigentlichen Selbstseins, als Möglichkeit des wahren Menschseins.

Nach einer Schreibpause, die intensiven Studien und Vorarbeiten gewidmet war, veröffentlichte Jaspers 1931 als 1000. Band der Sammlung Göschen die erste rein philosophische Schrift über Die geistige Situation der Zeit, in der er sich kritisch mit Themen der Massengesellschaft, der Entfremdung und der Herrschaft der Technisierung auseinandersetzte. Nur im alle Sachkunde nutzenden, aber diese überschreitenden Denken könne der Mensch er selbst sein und die Massendaseinsordnung bewältigen.
Bei dieser grundsätzlichen Schrift, die auch eine Warnung vor der Verführung durch Bolschewismus und Faschismus darstellte, handelte es sich um eine Vorarbeit zu seinem 1932 erschienenen dreibändigen Hauptwerk, das er schlicht Philosophie nannte. Die Bände tragen die Titel: I. Philosophische Weltorientierung; II. Existenzerhellung, III. Metaphysik. Mit dieser Dreiteilung übernahm Jaspers die klassische philosophische Struktur der Fragen nach dem Kosmos, der Seele und Gott.

#### Philosophie, eine Wissenschaft?
Philosophie war für Jaspers keine Wissenschaft, sondern vielmehr Existenzerhellung, die sich mit dem Sein als Ganzem befasst. Jede Äußerung zur Philosophie ist so gesehen selbst schon Philosophie. Philosophie tritt da auf, wo Menschen wach werden. Philosophie ist das Gewahrwerden der eigenen Ohnmacht und Schwäche. Jaspers unterschied damit wissenschaftliche Wahrheit von existentieller Wahrheit. Während die eine intersubjektiv nachvollziehbar ist, könne man bei der anderen nicht von Erkenntnis sprechen, da sie sich auf transzendente Gegenstände (Gott, Freiheit) richtet. Wissenschaft kennt Fortschritt, Philosophie nach seiner Auffassung nicht.
„Wir dürfen kaum sagen, daß wir weiter seien als Plato. Nur im Material der wissenschaftlichen Erkenntnisse, die er benutzt, sind wir weiter. Im Philosophieren selbst sind wir noch kaum wieder bei ihm angelangt.“ (Einführung, 9)
Jaspers wandte sich strikt gegen eine Vermengung der Philosophie, wie er sie verstand, mit einer Philosophie, die mit der Wissenschaft wetteifern will und sich auf deren Methoden beschränkt. Diese macht sich zur Magd der Wissenschaft. So kommentierte er Husserls „Philosophie als strenge Wissenschaft“ als „ein Meisterwerk auch in seiner vor keiner Absurdität zurückschreckenden Konsequenz“. Und der sprachanalytischen Philosophie Carnapscher Prägung hielt er vor:
„Das Unlogische in der Grammatik ist zu gutem Teil Ausdruck von Wahrheiten, die sich der formalen Logik entziehen. Das formal Logische ist nur eines der Gerüste der Sprache, nicht absolut gültig, wenn auch unerlässlich. Die Betrachtung der Sprache unter formallogischen Gesichtspunkten erkennt die Sprache nur als Zeichensprache und hat die Tendenz, die Sprache zu reinigen, bis sie – im Verlust ihres Lebens – nur noch Zeichensprache ist.“ (Wahrheit, 447)
Wissenschaft sei methodische Erkenntnis, auf hypothetischer Basis zwingend gewiss und allgemeingültig im Sinne von Intersubjektivität. Sie habe aber ihre Grenzen im Absoluten, in der unüberwindbaren Endlosigkeit und der Unerreichbarkeit der Einheit der Welt. Wissenschaft sei begrenzt auf das Dasein, das Bewusstsein überhaupt und den Geist. Die Existenz aber bleibe unerfasst von der Wissenschaft.
Die Erkennbarkeit der Welt im Ganzen sei ein Aberglaube, wie er im Marxismus, der Psychoanalyse und Rassentheorien gegeben ist. Bei diesen seien Soziologie, Psychologie und biologische Anthropologie in Weltanschauungen verwandelt worden und somit zum „Afterbild der Philosophie“ geworden. In dieser Einschätzung war er Popper so nahe wie selten.
Für die Philosophie gibt es nach Jaspers keinen externen Standpunkt, von dem aus man sie überblicken, vergleichen oder definieren kann: „Wahrheit, deren Richtigkeit ich beweisen kann, besteht ohne mich selber. […] Wahrheit, aus der ich lebe, ist nur dadurch, dass ich mit ihr identisch werde.“ (Glaube, 11). Der Gegenstand der Philosophie sei außerhalb der Gegenstandserkenntnis. Aus diesem Grunde habe die Philosophie ein Mitteilungsproblem. Sie könne ihren Gegenstand nur indirekt ansprechen und ihn nur erfassen, indem sie ihn transzendiert.

#### Existenz – Transzendenz – Das Umgreifende
Existenz und Transzendenz sind für Jaspers nicht gegenständlich. Das Sein selbst sei nicht als Gegenstand aufzeigbar, ebenso wenig wie das Ich, durch das die Gegenstände konstituiert werden. Nur in dem Maße, in dem der Mensch zu sich selber findet, sei der Mensch Existenz. Das Transzendente begegnet dem Menschen in Chiffren. Darunter versteht er nicht, wie man meinen könnte, geheime Zeichen oder Symbole, sondern Denkerlebnisse, die dem Menschen materiell nicht Erfassbares vermitteln (z. B. Chiffre der Transzendenz: Gott – der Eine; Chiffre der Natur: Weltall). Obgleich Chiffren „in der Schwebe“ bleiben, gehen von ihnen wirkungsmächtige Impulse aus.
Existenz ist stets auf den Anderen gerichtet. Das Selbstsein bedarf wesentlich der Kommunikation mit anderen Menschen. In der Kommunikation von Mensch zu Mensch realisiert sich Philosophie im „liebenden Kampf“, in dem Angriff und Rechtfertigung nicht dem Gewinn von Macht dienen, sondern Menschen sich gegenseitig nahekommen und sich einander ausliefern. So erreicht man das „Innewerden des Seins“, die „Erhellung der Liebe“ und die „Vollendung der Ruhe“.
In der Schrift Vernunft und Existenz (1935) führte Jaspers seinen Schlüsselbegriff „das Umgreifende“ ein, das sich in der Existenz des Menschen sowie in der Transzendenz des Ganzen der Welt widerspiegelt, ohne dass der Mensch es je in seiner Ganzheit erfassen kann. In seinem 1947 erschienenen Werk Von der Wahrheit (Band 1 der philosophischen Logik) entwickelte er diese Gedanken weiter. Beim Begriff Transzendenz unterschied Jaspers die eigentliche Transzendenz und die Transzendenz aller immanenten Weisen des Umgreifenden: „Wir transzendieren zu jedem immanenten Umgreifenden, d. h. wir überschreiten die bestimmte Gegenständlichkeit zum Innewerden des sie Umgreifenden; es wäre daher möglich, jede Weise des [immanenten] Umgreifenden eine Transzendenz zu nennen, nämlich gegenüber jedem in diesem Umgreifenden fassbar Gegenständlichen.“ (S. 109)
Die eigentliche Transzendenz nannte er auch die Transzendenz aller Transzendenzen sowie das Umgreifende schlechthin oder das Umgreifende des Umgreifenden; sie ist für ihn das eigentliche Sein (S. 108). In seinem philosophischen Glauben (siehe den folgenden Abschnitt „Philosophischer Glaube und Offenbarungsreligionen“) verwendet er den Begriff Transzendenz noch in einer dritten Bedeutung, und zwar als Synonym für Gott (u. a. in Chiffren der Transzendenz. S. 43). Die eigentliche Transzendenz wird ihrerseits nicht mehr umgriffen, weder für sich allein, noch zusammen mit der Immanenz, da sie eben selbst das Allumgreifende ist. Sie umgreift die folgenden Weisen des Umgreifenden:
1. die immanenten Weisen des Umgreifenden:
a) das Dasein,
b) das Bewusstsein überhaupt,
c) Geist,
d) Welt;
2. die transzendenten Weisen des Umgreifenden:
a) die Transzendenzen, die nicht die eigentliche sind, somit die Transzendenz der immanenten Weisen des Umgreifenden, und die Transzendenz (Gott),
b) Existenz.

Das Umgreifende gemäß 1 a) bis c) und gemäß 2 b), also Dasein, Bewusstsein, Geist und Existenz, bezeichnete Jaspers auch als das Umgreifende, das wir selbst sind oder sein können, das Umgreifende der eigentlichen Transzendenz und der Welt als das Umgreifende, das das Sein ist. Die Transzendenz (Gott) kann offensichtlich weder das Umgreifende sein, das wir (Menschen) sind, noch das Umgreifende, das das Sein ist, da Gott nicht das Sein, sondern ein Seiender ist; sie muss daher als ein Umgreifendes eigener Art angesehen werden. Jaspers bezeichnet sie als „das Andere“ (Chiffren der Transzendenz, S. 99).
Existenz ist ein „sein Können vor der Transzendenz.“ (Der phil. Glaube angesichts der Offenbarung S. 119) An anderer Stelle spricht Jaspers insoweit von der „Hingabe an Transzendenz“. (Von der Wahrheit, S. 79) Sie beseelt das Immanente und verwirklicht das Umgreifende, das ich selbst bin. Sie ist nicht Sein, sondern sein Können; sie steht ständig in der Wahl zu sein oder nicht. „Sie muss sich über sich entscheiden. Ich bin nicht nur da, bin nicht nur der Punkt eines Bewusstseins überhaupt, bin nicht nur Stätte geistiger Bewegungen und geistigen Hervorbringens, sondern ich kann in diesen allen ich selbst sein oder in ihnen verloren sein.“ (Von der Wahrheit. S. 77) Streng genommen ist es nicht „die Existenz“, die sich entscheidet, sondern jeweils der Mensch: Findet er in Dasein, Bewusstsein überhaupt und Geist sich selbst und seine Freiheit und wird sich seines Grundes in der Transzendenz bewusst, dann verwirklicht sich für ihn das Sein der Existenz, anderenfalls ist für ihn nur Dasein, nicht Existenz. Der Existenzbegriff bei Jaspers, der immer nur von „möglicher Existenz“ spricht, ist also ein anderer als der bei Heidegger, der Existenz als „Seinsform“ des Menschen definierte.
Als Verbindendes aller Weisen des Umgreifenden sah Jaspers die Vernunft als Wille zur Einheit, als Bewegung ohne gesicherten Bestand, als grenzenlose Offenheit. Die Weisen des Umgreifenden sind nicht objektivierbar.
„Aus jeder Weise des Umgreifenden, das wir sind, nicht nur aus dem Bewusstsein überhaupt, dem die zwingende Einsicht zugehört, sondern aus Dasein, Geist und Existenz erwächst ein eigentümlicher Wahrheitssinn.“ (Existenzphilosophie, S. 29)
Wahrheit des Daseins ist nach Jaspers pragmatische Wahrheit, ist das, was im Leben nützt. Wahrheit des Bewusstseins überhaupt ist Wahrheit im Gegenständlichen der Wissenschaften, insbesondere in der Mathematik. Wahrheit im Geiste ist Erkenntnis der Idee. Existenzielle Wahrheit basiert auf Kommunikation mit dem Anderen und ist an das persönliche Vollziehen gebunden. Wie die verschiedenen Wahrheitsbegriffe zeigen, sind die Weisen des Umgreifenden nicht aufeinander reduzierbar und müssen im Sinne der Ganzheit jeweils vollzogen werden.
Die Existenz des Menschen ist bestimmt durch die Freiheit, die sich weder beweisen noch widerlegen lässt, die aber den Menschen ständig in Entscheidungssituationen stellt und sich in dessen Lebenspraxis offenbart. Durch die Freiheit wählt der Mensch sich selbst. Zum Selbstsein gehört auch die Kommunikation in der Beziehung zum anderen. „Niemand kann allein selig werden.“
Auf dem Wege zu sich selbst stößt der Mensch auf Grenzsituationen. Er lernt, dass er mit den Fragwürdigkeiten der faktischen wissenschaftlichen Weltorientierung an den Abgrund des schlechthin Unbegreiflichen stößt. In Tod, Kampf, Leiden und Schuld zeigt sich die Ausweglosigkeit, ein Scheitern zu verhindern. Nur im „Annehmen“ dieser Situation kann der Mensch zu seiner „eigentlichen“ Existenz gelangen.
Jaspers’ Philosophie ist häufig als irrational bezeichnet worden. Doch dies wird wiederum mit folgenden Argumenten bestritten. Einerseits hatte Jaspers durchgängig ein positives Verhältnis zu den Naturwissenschaften und der rationalen Philosophie. Im Gegenteil sprach er (aus erkenntnistheoretischer Sicht problematisch) den Wissenschaften ungeprüft fraglose Geltung zu (Rechenschaft und Ausblick). Andererseits ist seine Philosophie vom freien Individuum her gedacht, welches – in Kommunikation mit anderen – eigene Ideen und Handlungsweisen für sich finden muss. Insofern war Jaspers zu keiner Zeit ein Ideologe, der für seine Philosophie die absolute Wahrheit beanspruchte.
Seine Grundfrage nach dem Ganzen des Seins und der Erhellung der Existenz setzt dort ein, wo alle Fragen der wissenschaftlichen Erkenntnis und der Vernunft beantwortet sind und nicht mehr weiterhelfen. Seine Antworten sind keine metaphysische ‚Spekulation‘, sondern zeigen die Offenheit der Entscheidung und der Verantwortung des Menschen in seiner Freiheit. Sein philosophischer Ansatz ist vorwärts gerichtet im Gegensatz zu dem Heideggers, dem er eine ontologische Fixierung auf die Existenzialien vorhielt.
Auch vom Nihilismus des Existenzialismus grenzt sich die Philosophie Jaspers’ ab, indem sie dem Einzelnen in der Existenzerhellung sein mögliches Selbstbewusstsein bewusst macht und ihn auffordert, in der Freiheit seine Verantwortung wahrzunehmen. Insbesondere die Vorstellungen des Ekels des Menschen vor sich selbst oder das Verdammtsein zur Freiheit bei Sartre sind Jaspers fremd, auch wenn in vielen Gedanken die Verwandtschaft zum Existentialismus zu finden ist. Freiheit ohne Bezug zur Transzendenz ist für ihn nicht möglich.

#### Philosophischer Glaube und Offenbarungsreligionen
Jaspers hat, wie z. B. Aristoteles, die Neuplatoniker, ar-Razi und Spinoza, einen ausgearbeiteten philosophischen Gottesglauben entwickelt. Gottesglaube gilt ihm als wesentlicher Bestandteil eines umfassenderen philosophischen Glaubens, den er 1948 in Der philosophische Glaube begründete, 1950 in Einführung in die Philosophie, 1961 in seiner letzten Vorlesung Chiffren der Transzendenz und 1962 in Der philosophische Glaube angesichts der Offenbarung erweiterte. Er bringt ihn in den folgenden Sätzen zum Ausdruck (Einführung, S. 83):
1. Gott ist.
2. Wir können in Führung durch Gott leben.
3. Es gibt die unbedingte Forderung im Dasein.
4. Der Mensch ist unvollendet und nicht vollendbar.
5. Die Realität in der Welt hat ein verschwindendes Dasein zwischen Gott und Existenz.

Zu 1„Nur wer von Gott ausgeht, kann ihn suchen. Eine Gewissheit vom Sein Gottes, mag sie noch so keimhaft und unfassbar sein, ist Voraussetzung, nicht Ergebnis des Philosophierens.“ (Der philosophische Glaube, S. 33). Für Jaspers ist Gott zwar die einzige unvergängliche Wirklichkeit, allerdings unerweisbar (Einführung, S. 49). Ein Erdenken, was Gott sei, sei unmöglich (Der philosophische Glaube, S. 34). Daher sei nicht oder nur wie ein Schleier, was immer wir uns in Ansehung Gottes vor Augen stellen (Einführung, S. 46). Hinweis auf das alttestamentliche „kein Bildnis und kein Gleichnis“. Die gleichwohl im AT zahlreich enthaltenen Bilder, Vorstellungen und geschilderten Begegnungen mit Gott sind für Jaspers lediglich Chiffren der Transzendenz, zwar notwendig als Ausgang für die Suche nach Gott, transzendierend jedoch zu überwinden, um zum reinen Glauben zu gelangen (Vorlesung Chiffren der Transzendenz), in dem Gott nur als „leisestes Bewusstsein“ gegenwärtig ist (Einführung, S. 47). Der Glaube zieht sich somit für Jaspers auf ein Minimum an der Grenze des Unglaubens zurück (Der philosophische Glaube, S. 23).
Zu 2Die Führung durch Gott geschehe auf dem Wege über die Freiheit des Handelnkönnens, wenn der Mensch Gott höre. Gottes Stimme liege in dem, was dem Menschen aufgehe in Selbstvergewisserung, wenn er aufgeschlossen sei für alles, was aus Überlieferung und Umwelt an ihn herantritt. Der Mensch finde jedoch nie eindeutig und endgültig Gottes Urteil: Niemand wisse in objektiver Garantie, was Gott wolle, daher das Wagnis des Verfehlens (Der philosophische Glaube, S. 63 f. und Einführung, S. 66–68).
Zu 3Im Alltag ist unser Verhalten von Zwecken (Bedingungen) bestimmt, die sich aus unserem Daseinsinteresse ergeben, aber auch von Gehorsam gegenüber Autoritäten (Einführung, S. 53). „Unbedingte Handlungen [hingegen] geschehen in der Liebe, im Kampf, im Ergreifen hoher Aufgaben. Kennzeichen […] des Unbedingten ist, dass das Handeln gegründet ist auf etwas, dem gegenüber das Leben als Ganzes bedingt und nicht das Letzte ist.“ (Einführung, S. 51.) Unbedingtheit ist aus einer Freiheit, die gar nicht anders kann. „Die Unbedingtheit wird […] zeitlich offenbar in der Erfahrung der Grenzsituationen und in der Gefahr des sich untreu Werdens.“ (Einführung, S. 57). Sie ist die Entscheidung zwischen gut und böse. Gut sein heißt, das Leben unter die Bedingung des moralisch Gültigen zu stellen, im Konfliktfall auch gegen eigene Glücks- und Daseinsinteressen (Einführung, S. 58).
Zu 4Jaspers spricht von der „Brüchigkeit des Menschen im Grunde“, von Ohnmacht, Schwäche und Scheitern.
Zu 5„Zum verschwindenden, zwischen Gott und Existenz sich vollziehenden Weltsein gehört ein Mythos, der – in biblischen Kategorien – die Welt als Erscheinung einer transzendenten Geschichte denkt: Von der Weltschöpfung über den Abfall und dann durch die Schritte des Heilsgeschehens bis zum Weltende und zur Herstellung aller Dinge. Für diesen Mythos ist die Welt nicht aus sich, sondern ein vorübergehendes Dasein im Gang eines überweltlichen Geschehens. Während die Welt etwas Verschwindendes ist, ist die Wirklichkeit in diesem Verschwindenden Gott und die Existenz.“ (Einführung, S. 82)
Es gibt keine Äußerung von Jaspers, aus der geschlossen werden könnte, dass er auch an ein Leben nach dem Tode geglaubt hätte. Die Ewigkeit ist für ihn nicht eine unaufhörliche Dauer, sondern der erfüllte Augenblick.
Der philosophische Glaube ist klar von den Offenbarungsreligionen abzugrenzen: Jede Offenbarung, so Jaspers, sei bereits vom Menschen formulierte Endlichkeit. Das Bekennen, in Form einer absoluten Wahrheit, trenne die Menschen, öffne den Abgrund der Kommunikationslosigkeit und schränke die Wahrheit anderer ein. Offenbarungsreligionen dürfen demnach verkündigen, aber nicht erwarten, dass die anderen ihrem Glauben folgen (Der philosophische Glaube angesichts der Offenbarung, S. 534).
Philosophischer Glaube ist ohne Kult, ohne personifizierendes Gebet und ohne Glaubensgemeinschaft (siehe zu diesem Themenkreis auch die Natürliche Theologie) als philosophische Besinnung möglich. Für diese Art des Glaubens gibt es keine Sicherheit, er ist angewiesen auf das Innerste, wo „die Transzendenz sich fühlbar macht oder ihm (dem Menschen) ausbleibt.“ (S. 527.) Jaspers geht davon aus, dass auch im Offenbarungsglauben die Möglichkeit der menschlichen Freiheit besteht, obwohl er lange Zeit als Mittel der politischen Macht benutzt wurde und wird (S. 532.) Die Verbindung zwischen philosophischem Glauben und Offenbarungsglauben bestehe darin, dass es „dem, der auf der einen Seite steht, geschehen kann, den eigenen Glauben angesichts des anderen fragwürdig zu finden“ (S. 534.) Es gebe zwar keine Gleichzeitigkeit der beiden Denkweisen im selben Menschen, jedoch die uneingeschränkte Achtung vor dem anderen Menschen. „Jede Geschichtlichkeit kann die andere in ihrem existenziellen Ernst lieben und sich ihr in einem Übergreifenden verbunden wissen.“ (S. 536.)

#### Ethik
Jaspers lehnte eine explizite Ethik als Gehäuse von Weltbildern ab, weil er die individuelle Wahlfreiheit prinzipiell nicht eingeschränkt sehen wollte. Aber die Möglichkeit der menschlichen Selbstverwirklichung ist notwendige Bedingung zum eigentlichen Selbstsein, das den Leitfaden praktischen Handelns ausmacht. Die ganze Philosophie von Jaspers ist als Existenzerhellung gedacht. Insofern ist Philosophie niemals nur deskriptiv, sondern stets appellativ. (Philosophie II, 433) Die eigene Existenzerhellung erreiche man durch „innere Aneignung“, „Gelassenheit im Wissen“, „tiefe Heiterkeit“, „Offenheit gegen sich und andere“ und „Tapferkeit“ (Philosophie II. Grenzsituationen). Es ist die Vernunft, die den Weg zu der individuellen Selbstverwirklichung weist und die moralischen und politischen Einstellungen wie „Redlichkeit“, „Wahrhaftigkeit“, „Uneigennützigkeit“ oder „Verantwortungsbereitschaft“ zur Geltung bringt (insbes. in: Von der Wahrheit). Höchstes moralisches Prinzip ist für Jaspers das in der Liebe gründende Prinzip des Guten, das der Mensch, der sich selbst treu bleiben will, als „unbedingt“ (bedingungslos, nicht von Nützlichkeitsabwägungen geleitet) auffasst (siehe vorstehenden Abschnitt „Philosophischer Glaube“).

#### Geschichte und Weltphilosophie
Während die Geschichtlichkeit des Menschen in seinem Selbstwerden für Jaspers schon immer ein Element des Grundverständnisses der menschlichen Existenz war, wendete er sich insbesondere nach 1945 immer mehr den Fragen der Philosophiegeschichte als konstituierendem Element einer Philosophia perennis (Aussagen über universal gültige Wahrheiten) zu, die jedoch niemals vollständig zu verwirklichen sei. Philosophie entsteht nicht aus der Reinheit selbständiger Anschauung, sondern immer schon durch – zumeist ungemerkte und ungeprüfte – Assimilation und Führung bereits bestehender Begriffe. Das Bewusstsein der Geschichtlichkeit ist eine Voraussetzung des existentiellen Philosophierens.
Der Dialog, die Kommunikation mit den „großen“ Philosophen öffnet einen Raum des Philosophierens, in dem man über grundlegende Fragen in ein Gespräch kommt, das es ermöglicht, sich das Denken dieser herausragenden Personen der Philosophiegeschichte anzueignen und eigenes Denken zu entwickeln. Dabei kommt es nicht auf das historisierende Nacherzählen an, sondern auf den Bezug zur eigenen Existenz. Die Autorität der großen Werke ermöglicht das Wiederfinden des eigenen Ursprungs.
So sind Jaspers Studien über die großen Philosophen keine historischen Arbeiten – das wird häufig kritisch angemerkt –, sondern philosophische Auseinandersetzungen im Rahmen einer Gesamtschau des jeweiligen Denkens. „Philosophie geht uns an als sie selber in ihrer Kraft, die durch die großen Philosophen zu uns gelangt, nicht als historisches Wissen von ihr.“ Historisch betrachtet sei die Philosophie lediglich ein Bericht über eine Kette von Irrtümern.
Jaspers griff eine kleine Gruppe von „großen“ Philosophen heraus und bildete eine Rangfolge ihrer Bedeutung:
- „die maßgebenden Menschen“: Sokrates, Buddha, Konfuzius, Jesus,
- „die fortzeugenden Gründer des Philosophierens“: Plato, Augustin, Kant,
- „aus dem Ursprung denkende Metaphysiker“: Anaximander, Heraklit, Parmenides, Plotin, Anselm, Spinoza, Laotse, Nagarjuna.

Es fehlen Aristoteles, Thomas und Leibniz, die nach Jaspers nicht ins Innerste der Philosophie führen und somit keine Verwandlung des „Selbstbewusstseins“ bewirken.
Aus seiner Betrachtung dieser großen Philosophen heraus entwickelte Jaspers die Idee der Achsenzeit sowie des Ursprungs der Philosophie aus mindestens drei Quellen: China, Indien und Griechenland. Diese Einsicht sowie die sich durch Technik, insbesondere Verkehrstechnik der modernen Zeit, zu einer einheitlichen Gemeinschaft entwickelnde Weltsituation führte Jaspers zu der Idee einer Weltphilosophie, also einer frühen Auseinandersetzung mit den Konsequenzen der Globalisierung.
„Wir suchen heute den Boden, auf dem Menschen aus allen Glaubensherkünften sich über die Welt hin sinnvoll begegnen können, bereit, ihre je eigene Geschichte neu anzueignen, zu reinigen und zu verwandeln, aber nicht preiszugeben.“ (Offenbarung, S. 7)
Eine universale Kommunikation als erhellende existentielle Begegnung ist durch ein gestuftes Vorgehen möglich. Es umfasst:
- das Vergleichen, mit dem man das Gemeinsame ebenso wie das Fremde erkennt;
- das Verstehen als Teilnahme am Anderen;
- den gemeinsamen Kampf um die Wahrheit (als „Frage, Einwand, Widerlegung, Infragestellung, Hören, Selbstbleiben“);
- die Aneignung, d. h. Veränderung mit Erweiterung und Gewinn auf beiden Seiten.

Jaspers’ Philosophie ist Existenzphilosophie, Philosophie des Umgreifenden und zugleich noch mehr. Sie ist nicht Philosophie des Seins oder des Seienden, sondern Philosophie der Möglichkeit der Existenz, der Offenheit und Verantwortung, die – aus der Geschichtlichkeit kommend – als Weltphilosophie zugleich die Perspektive öffnet für eine interkulturelle Philosophie.
Dabei hat Jaspers die Zuschreibung abgelehnt, er habe eine neue Philosophie entworfen. Er betonte stets, dass seine Philosophie nur das aufnehme, was sich aus der aktuellen Zeit als Weise der Philosophiegeschichte ergebe.
„Die Vielfachheit des Philosophierens, die Widersprüche und die sich gegenseitig ausschließenden Wahrheitsansprüche können nicht verhindern, dass im Grunde Eines wirkt, das niemand besitzt und um das jederzeit alle ernsten Bemühungen kreisen: die ewige eine Philosophie, die philosophia perennis.“ (Einführung, S. 17)

## Beziehungen
Karl Jaspers war lebenslanger Freund von Hannah Arendt, mit der ihn auch ein jahrzehntelanger Briefwechsel verband. Auch mit Martin Heidegger stand er in Briefwechsel, der – während des Nationalsozialismus unterbrochen – nach dem Zweiten Weltkrieg nur noch spärlich war. Mit Max Weber, Hans Walter Gruhle und Kurt Schneider verband ihn eine langjährige Freundschaft. Enge Kontakte unterhielt er auch zu Alfred Weber, Eberhard Gothein und Gustav Radbruch. Nach 1945 war er maßgeblich an der Neugründung der Universität Heidelberg beteiligt und trat dadurch in eine lebenslange Beziehung mit deren erstem Rektor nach der Wiedereröffnung, Karl Heinrich Bauer.

## Rezeption

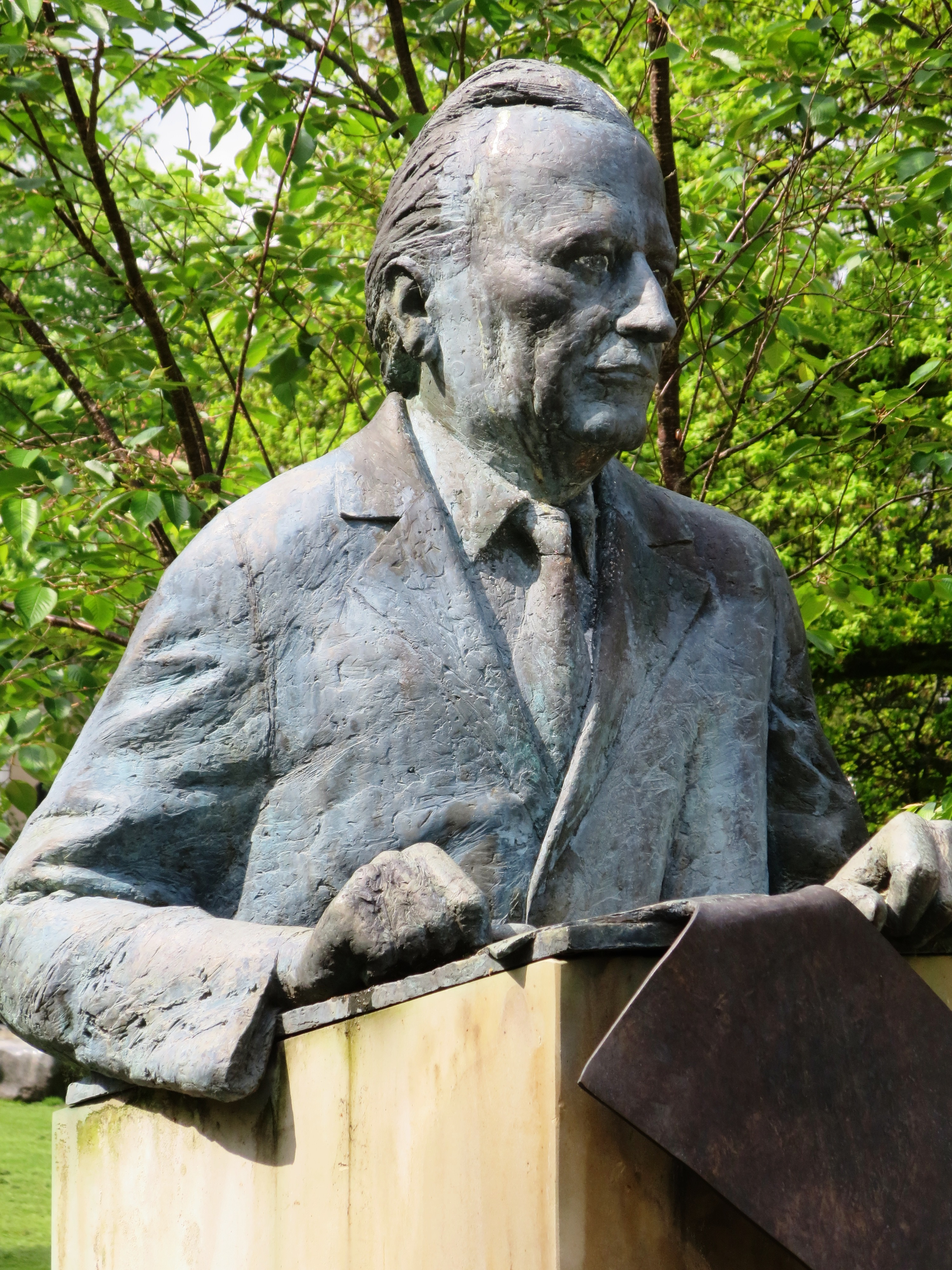
Karl Jaspers’ Bronzebüste auf dem Oldenburger Cäcilienplatz von Christa Baumgärtel (1983)

Karl Jaspers’ Werk umfasst über 30 Bücher mit etwa 12.000 Druckseiten und einen Nachlass von 35.000 Blättern mit einigen tausend Briefen. Die meisten Werke sind international übersetzt. Jaspers’ Werke, insbesondere seine einführenden Schriften und die Arbeiten zur Philosophiegeschichte, erreichen eine deutschsprachige Gesamtauflage von mehr als einer Million Exemplaren. Am 5. August 2022 wurde bekannt, dass der Nachlass vollständig online zugänglich gemacht wurde.
Es gibt Jaspers-Gesellschaften in Japan (seit 1951), Nordamerika (seit 1980), Österreich (seit 1987), Polen (seit 2009), Italien (seit 2011), Kroatien (seit 2011) und Deutschland/Oldenburg (seit 2012). In der Schweiz besteht eine Karl-Jaspers-Stiftung, deren Ziel die Förderung einer Edition der gesammelten Werke und Schriften, einschließlich des Nachlasses und der Korrespondenz ist. Seit 1990 veranstaltet die Universität in Oldenburg die jährlichen Karl Jaspers Vorlesungen zu Fragen der Zeit. Die Universität Heidelberg vergibt zusammen mit der Stadt Heidelberg und der Heidelberger Akademie der Wissenschaften den Karl-Jaspers-Preis. 2009 konnte die Universität Oldenburg durch finanzielle Hilfe der EWE die Arbeitsbibliothek von Karl Jaspers mit ca. 12.400 Einheiten von der Universität Basel (H. Saner) erwerben.
Um die Veröffentlichung des Nachlasses kümmerte sich Hans Saner, Jaspers’ ehemaliger Assistent. Seit 2012 wird an der Heidelberger Akademie der Wissenschaften eine Gesamtedition der Werke sowie eine Auswahledition des Briefwechsels und des Nachlasses erstellt. Für eine Verbreitung seiner Gedanken im französischsprachigen Raum setzte sich vor allem Jeanne Hersch ein. Entgegen der Aufnahme durch das breite Publikum findet man in der Fachphilosophie deutlich geringere Aufmerksamkeit für das Werk von Jaspers. Dies kann man darauf zurückführen, dass sich seine Philosophie üblichen Strukturen entzieht. Hierzu schreibt Jeanne Hersch:

„Für die Gottlosen ist er ein Gläubiger, für die Gläubigen ein Ungläubiger, für die Rationalisten ein Mystiker, für die Mystiker ein unentschiedener Vernünftler. […] Wer ausschließlich an der logischen und empirischen Evidenz hängt, der versetzt seine ‚Grenzsituation‘, ‚Chiffren‘, die ‚Existenz‘, die ‚Transzendenzen‘, das ‚Umgreifende‘, in den Nebel eines dunkelmännischen und reaktionären Geredes.“

Otto Friedrich Bollnow hat Jaspers’ Philosophie für die Pädagogik genutzt. Gerardus van der Leeuw ist in seiner Religionsphänomenologie maßgeblich von Jaspers beeinflusst. Helmut Fahrenbach hat Verbindungen des Vernunftbegriffs bei Jaspers mit dem Begriff der kommunikativen Vernunft bei Jürgen Habermas hergestellt. Ein besonderer Schwerpunkt der Diskussion über Jaspers ist seine „Weltphilosophie“. Hierzu wird vor allem auch sein Ansatz der „Achsenzeit“ als ein Vorläufer der interkulturellen Philosophie gewertet. Zu den aktuellen Jaspers-Forschern zählen Hans-Martin Gerlach, Kurt Salamun, Leonard H. Ehrlich und Richard Wisser sowie im Bereich der Pädagogik Hermann Horn. Im englischsprachigen Raum wird Jaspers teilweise als Religionsphilosoph eingeordnet.
Jaspers’ Buch über die „Schuldfrage“ erntete bisweilen scharfe Kritik. Besonders seine These, nur als „Nahverbundener“ „unter Schicksalsgefährten, heute unter Deutschen“, habe man das Recht auf moralische Vorwürfe angesichts des Nationalsozialismus, wurde als Restitution der Volksgemeinschaft und Ausschluss der Stimme der Opfer gedeutet. So schreibt Heinrich Blücher am 15. Juli 1946 an Hannah Arendt: „Dieses ganze ethische Reinigungsgebabbel bringt Jaspers dahin, sich solidarisch in die deutsche Volksgemeinschaft sogar mit den Nationalsozialisten zu begeben statt in die Solidarität mit den Entwürdigten ... Diese ganze Schulddiskussion spielt sich zu sehr vor dem Angesicht Gottes ab, ein Trick, der es erlaubt, schließlich sogar die moralischen Urteile denen zu verbieten, die die Herren Lumpen nicht direkt in liebender Kommunikation umfassen wollen.“ Diese Kritik wird, weniger scharf, auch von Vertretern der heutigen Geschichtswissenschaft formuliert.
Theodor W. Adorno begreift 1964 Jaspers’ Sprach- und Philosophiestil in polemischer Weise als Musterbeispiel eines „Jargons der Eigentlichkeit“, der eine geistesaristokratische Tendenz, die Affirmation der Religion, egal welcher, und die Weigerung, kritische Auskunft über die kapitalistisch-negative Wirklichkeit zu geben, innewohne: „Die radikale Frage wird sich selbst auf Kosten jeglicher Antwort zum Substantiellen; Wagnis ohne Risiko.“

## Schriften (Auswahl)

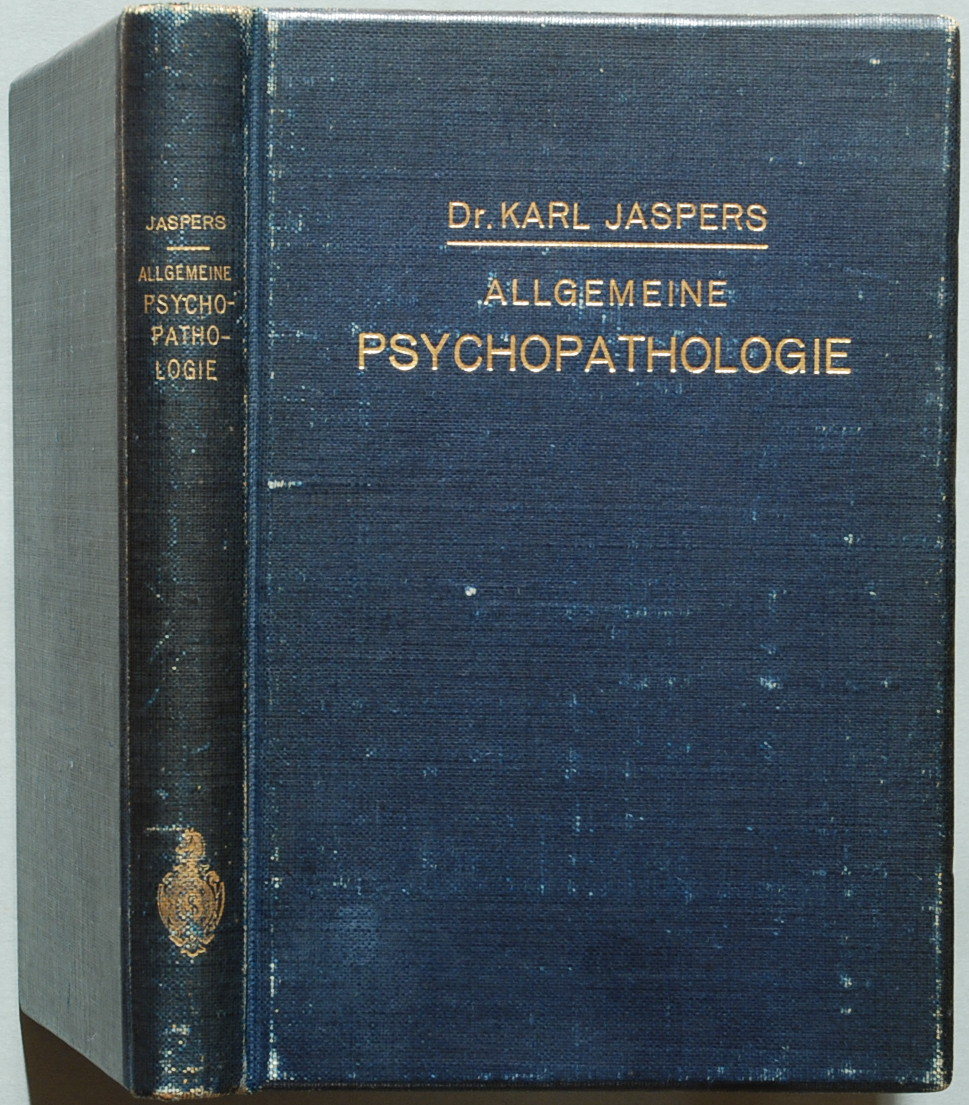
1913

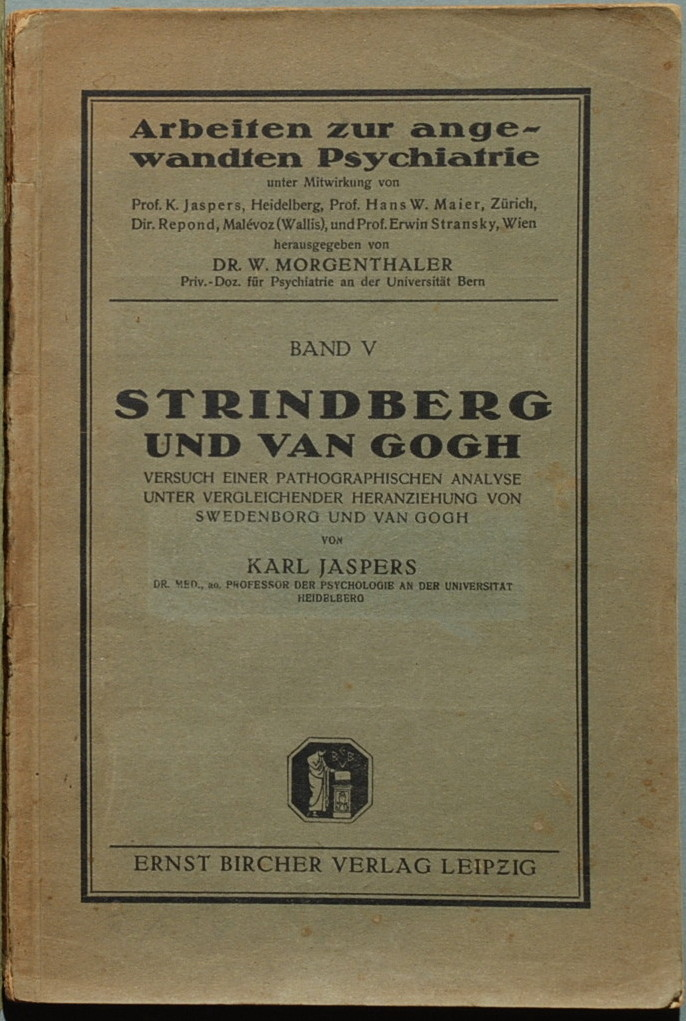
1922

- Heimweh und Verbrechen (= Archiv für Kriminalanthropologie und Kriminalistik. Band 35). Vogel, Leipzig 1909, OCLC 600804588 (Dissertation Universität Heidelberg 1908, 116 Seiten).
  - Heimweh und Verbrechen. (= Splitter. Band 21). Mit Essays von Elisabeth Bronfen und Christine Pozsár. Belleville, München 1996, ISBN 3-923646-61-5 (Zum Teil Dissertation Universität Heidelberg 1909).
- Allgemeine Psychopathologie. Ein Leitfaden für Studierende, Ärzte und Psychologen. Springer, Berlin 1913; 4., völlig neu bearbeitete Auflage: Berlin/Heidelberg 1946; seitdem zahlreiche weitere unveränderte Auflagen, ISBN 3-540-03340-8.
- Psychologie der Weltanschauungen. Springer, Berlin 1919, ISBN 3-540-05539-8. (Inhaltsübersicht; PDF; 275 kB)
- Max Weber. Rede bei der von der Heidelberger Studentenschaft am 17. Juli 1920 veranstalteten Trauerfeier. Mohr, Tübingen 1921.
- Strindberg und van Gogh. Versuch einer pathographischen Analyse unter vergleichender Heranziehung von Swedenborg und Hölderlin. E. Bircher, Leipzig 1922 (131 Seiten).
- Die Idee der Universität. Springer, Berlin 1923; Neufassung 1946; weitere Neufassung, „für die gegenwärtige Situation entworfen“, mit Kurt Rossmann, 1961, erneut 2000, ISBN 3-540-10071-7 (englische Übersetzung).
- Die geistige Situation der Zeit. Berlin/Leipzig 1931; 5. Auflage 1932, ISBN 3-11-016391-8.
- Max Weber. Deutsches Wesen im politischen Denken, im Forschen und Philosophieren. Stalling, Oldenburg i.O. 1932 (unter dem Titel Max Weber. Politiker, Mensch, Philosoph. Storm, Bremen 1946; mit neuem Vorwort: Piper, München 1958).
- Philosophie. 3 Bände (I.: Philosophische Weltorientierung; II.: Existenzerhellung; III.: Metaphysik). Springer, Berlin 1932, ISBN 3-540-12120-X.
- Vernunft und Existenz. Wolters, Groningen 1935.
  - Englische Ausgabe: Reason And Existenz [sic!]. Five Lectures. (Auf der dritten deutschen Auflage bei J. Storm, Bremen 1949 basierende) Übersetzung mit Einführung von William Earle. The Noonday Press, Erscheinungsort 1955 (hier in elektronischer Form zu lesen auf dem Portal Internet Archive).
- Nietzsche. Einführung in das Verständnis seines Philosophierens. Springer, Berlin 1936, ISBN 3-11-008658-1.
- Descartes und die Philosophie. Springer, Berlin 1937, ISBN 3-11-000864-5.
- Nietzsche und das Christentum. Verlag der Bücherstube Fritz Seifert, Hameln [1938].
- Existenzphilosophie. Drei Vorlesungen. de Gruyter, Berlin 1938.
- Die Schuldfrage. Lambert Schneider, Heidelberg 1946.
- Volk und Universität. In: Die Wandlung. Band 2, 1947, S. 54–64.
- Von der Wahrheit. München 1947 (englische Übersetzung).
- Der philosophische Glaube. Fünf Vorlesungen. München/Zürich 1948. (Gehalten 1947 als Gastvorträge in Basel)
- Vom Ursprung und Ziel der Geschichte. München/Zürich 1949 (Darstellung der Achsenzeit) (englische Übersetzung).
- Einführung in die Philosophie. Zwölf Radiovorträge. Zürich 1950, ISBN 3-492-04667-3. (audio)
- Vernunft und Widervernunft unserer Zeit. Drei Gastvorlesungen. München 1950.
- Rechenschaft und Ausblick. Reden und Aufsätze. München 1951.
- Die Frage der Entmythologisierung. München 1954 (Vgl. Beiträge zu Rudolf Bultmann und Fritz Buri).
- Schelling. Größe und Verhängnis. München 1955. (Rezension)
- Die großen Philosophen. Piper, München 1957, ISBN 3-492-11002-9.
  - Englische Ausgabe: The great Philosophers. Herausgegeben von Hannah Arendt. Übersetzt von Ralph Manheim. Harcourt, Brace & World, New York 1962, 1966; Hart-Davis, London 1962 (daraus das Kapitel Plato and Augustine).
- Die Atombombe und die Zukunft des Menschen. München/Zürich 1957, ISBN 3-8302-0310-1.
- Philosophie und Welt. Reden und Aufsätze. München 1958.
- Wahrheit, Freiheit und Friede. Gemeinsam mit Hannah Arendt in: Karl Jaspers. Reden zur Verleihung des Friedenspreises des deutschen Buchhandels. Piper, München 1958 (mit Arendts Laudatio Jaspers’. Diese online, siehe Weblinks[62])
- Freiheit und Wiedervereinigung. München 1960, ISBN 3-492-11110-6.
- Wo stehen wir heute? Olten 1961. 648 Exemplare, 90. Publikation der Vereinigung Oltener Bücherfreunde.
- Der philosophische Glaube angesichts der Offenbarung. Piper, München 1962, ISBN 3-492-01311-2.
- Nikolaus Cusanus, München 1964 (Digitalisat).
- Kleine Schule des Philosophischen Denkens. Dreizehnteilige Vorlesungsreihe, BRD 1964 (Vorlesungen gehalten im 1. Trimester des Studienprogramms des Bayerischen Fernsehens im Herbst 1964); Tonaufzeichnungen von hinterlassenen Original-Tonbändern sind in Form von CD und Audio-DVD erhältlich.
  - In Buchform erschienen: Piper, München 1965, ISBN 3-492-20054-0.
- Hoffnung und Sorge. Schriften zur deutschen Politik 1945–1965. München 1965.
- Wohin treibt die Bundesrepublik? Tatsachen, Gefahren, Chancen. Piper, München 1966, mit einer Einführung von Kurt Sontheimer (Platz 1 der Spiegel-Bestsellerliste vom 13. Juni bis zum 16. Oktober 1966)
- Zur Kritik meiner Schrift „Wohin treibt die Bundesrepublik?“. München 1967.
- Philosophische Aufsätze. Fischer-Bücherei, Frankfurt am Main 1967, DNB 457094222 (249 Seiten, kart.).
- Schicksal und Wille. Autobiographische Schriften. München 1967.
- Gesamtausgabe. Band 21: Schriften zur Universitätsidee. Hrsg. v. Oliver Immel. Verlag Schwabe, Basel 2016, ISBN 978-3-7965-3423-2.

Aus dem Nachlass:
- Chiffren der Transzendenz. Eine Vorlesung aus dem Jahr 1961, München 1970, ISBN 3-8302-0335-7.
- Kant. Leben, Werk, Wirkung. München 1975.
- Was ist Philosophie? München 1976.
- Philosophische Autobiographie. (Um ein Kapitel zu Heidegger erweiterte Neuausgabe) Piper, München 1977.
- Notizen zu Martin Heidegger. München 1978.
- Die großen Philosophen. Nachlass. Band 1. München 1981.
- Die großen Philosophen. Nachlass. Band 2. München 1981, ISBN 3-492-02732-6.
- Weltgeschichte der Philosophie. (Einleitung). München 1982.
- Wahrheit und Bewährung. Philosophieren für die Praxis. München/Zürich 1983.
- Briefwechsel 1945–1968. K. H. Bauer & Karl Jaspers. hg. von Renato de Rosa. Springer, Berlin u. a. 1983, ISBN 3-540-12102-1.
- Briefwechsel 1926–1969. Hannah Arendt & Karl Jaspers. hg. von Lotte Köhler und Hans Saner. Piper, München/Zürich 1985, ISBN 3-492-02884-5.
- Briefwechsel 1920–1963. Martin Heidegger & Karl Jaspers. hg. von Walter Biemel, Hans Saner. Piper / Klostermann, München / Frankfurt am Main 1990, ISBN 3-465-02218-1.
- Nachlass zur Philosophischen Logik. hrsg. von Hans Saner. Piper, München 1991, ISBN 3-492-03458-6.
- Erneuerung der Universität. Reden und Schriften 1945/46. hg. von Renato de Rosa. Lambert Schneider, Heidelberg 1986, ISBN 3-7953-0901-8.
- Das Wagnis der Freiheit. Gesammelte Aufsätze zur Philosophie. hg. von Hans Saner. Piper, München/Zürich 1996, ISBN 3-492-03848-4.
- Korrespondenzen. Drei Bände: Psychiatrie/Medizin, Philosophie, Politik/Universität. Hrsg. v. M. Bormuth, C. Dutt, D. von Engelhardt, D. Kaegi, R. Wiehl u. E. Wolgast. Wallstein, Göttingen 2016.
- Matthias Bormuth (Hrsg.): Leben als Grenzsituation: Eine Biographie in Briefen. 1. Auflage. Wallstein Verlag, Göttingen 2019, ISBN 978-3-8353-3430-4.

## Hörbuch
- Matthias Buschle (Hrsg.), Karl Jaspers: Die Chiffren der Transzendenz. Die Abschiedsvorlesung vom 3. Juli 1961. Christoph Merian Verlag, Basel 2011, ISBN 978-3-85616-456-0.

## Ausstellung
Das Literaturarchiv Marbach zeigte vom 28. September bis zum 26. November 2006 aus seinen Beständen die Ausstellung Karl Jaspers: Das Buch Hannah. Die Ausstellung nahm Bezug auf die Zeit um 1930, als sich in Marburg neun junge Personen kennenlernten, die zu den wichtigsten Intellektuellen des 20. Jahrhunderts zählen werden: Karl Löwith, Gerhard Krüger, Hans-Georg Gadamer, Leo Strauss, Hans Jonas, Erich Auerbach, Werner Krauss, Max Kommerell und Hannah Arendt. Hans Saner und Richard Wolin begleiteten die Ausstellung mit einer Tagung über diese Marburger Gruppe.